# Haas VF-16
Haas VF-16 – samochód Formuły 1, zaprojektowany przez Roba Taylora i Bena Agathangelou, skonstruowany przez Haas F1 Team przy pomocy Dallary i Ferrari. Model uczestniczył w sezonie 2016 Formuły 1, który był jednocześnie pierwszym sezonem Haasa w Formule 1. Kierowcami samochodu byli Romain Grosjean (wcześniej kierowca Renault i Lotusa) oraz Esteban Gutiérrez (dawny kierowca Saubera). Model był napędzany przez jednostki Ferrari.
Samochód za sprawą Grosjeana w pierwszych czterech wyścigach zdobył 22 punkty, będąc jednocześnie pierwszym od czasów Toyoty TF102 (2002) pojazdem całkowicie debiutanckiego zespołu punktującym w swoim pierwszym wyścigu. W drugiej części sezonu Haas VF-16 nie odnosił już takich rezultatów, ogółem zdobywając 29 punktów. Dało to Haasowi ósme miejsce w klasyfikacji konstruktorów, co było najlepszym osiągnięciem w pełni nowego zespołu od 1993 roku.

## Tło

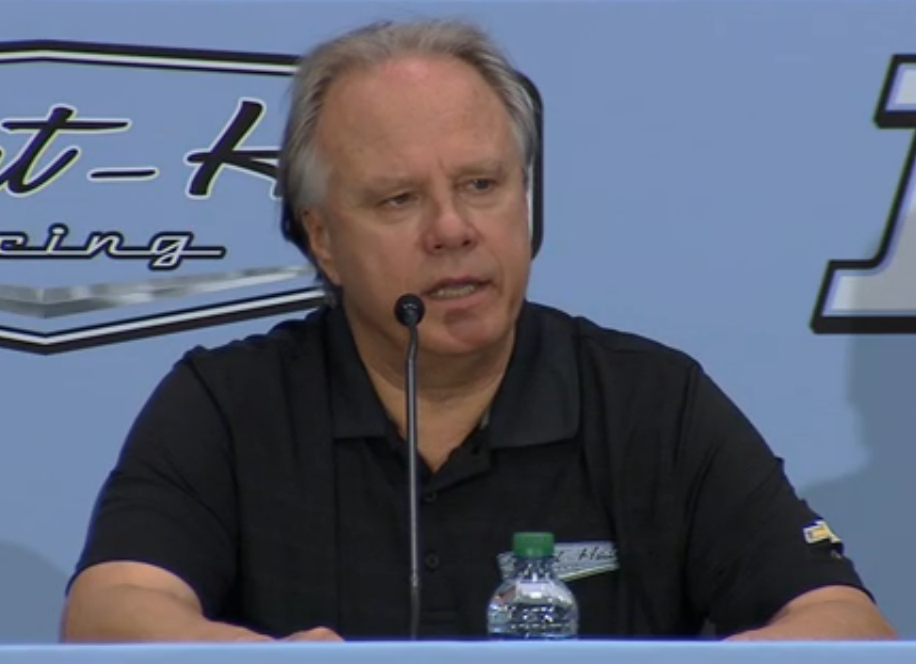
Gene Haas w 2015 roku

W związku ze zmniejszeniem się liczby zespołów w Formule 1 na skutek wycofania HRT po sezonie 2012, FIA ogłosiła pod koniec 2013 roku uruchomienie rekrutacji, umożliwiającej wybór zespołu, który mógłby zadebiutować w Formule 1 w roku 2015. Niezbędne warunki konieczne do wcielenia do stawki określone przez FIA to uiszczenie wpisowego, zdolność finansowa oraz posiadanie wystarczającego zaplecza technologicznego.

Logo Haas F1 Team

Jedną z osób, które wysłały wniosek do FIA, był Amerykanin Gene Haas (miało to miejsce 27 stycznia 2014 roku). Haas jest założycielem firmy Haas Automation, czołowego amerykańskiego producenta obrabiarek, a wystawienie zespołu w Formule 1 miało pomóc Haasowi promować jego firmę. W 2002 roku Haas założył zespół NASCAR pod nazwą Haas CNC Racing. W 2008 roku przy kooperacji z Tonym Stewartem zespół ten został przekształcony w Stewart-Haas Racing, a jego kierowcy dwukrotnie byli mistrzami Sprint Cup Series – Stewart w 2011 oraz Kevin Harvick w 2014. Haas jest również właścicielem znajdującego się w Concord tunelu aerodynamicznego, który jest jednym z najbardziej zaawansowanych obiektów tego typu na świecie.
Aplikując, Haas zgłosił zespół pod nazwą Haas Racing Developments, założony przy współpracy z Güntherem Steinerem, byłym pracownikiem m.in. Jaguar Racing i Red Bull Racing. Amerykanin preferował debiut zespołu w sezonie 2016 oraz finansowanie go kwotą około stu milionów dolarów rocznie. FIA w pierwszym terminie nie wybrała jednak żadnego kandydata, opóźniając tym samym termin ogłoszenia nowego zespołu. 11 kwietnia 2014 roku FIA wydała zgodę na to, aby Haas znalazł się w stawce Formuły 1 w sezonie 2015. Oznaczało to, że Haas będzie pierwszym amerykańskim zespołem w Formule 1 od czasów ścigającego się w latach 1985–1986, założonego przez Carla Haasa, zespołu Team Haas (USA) Ltd. (Haas Lola).

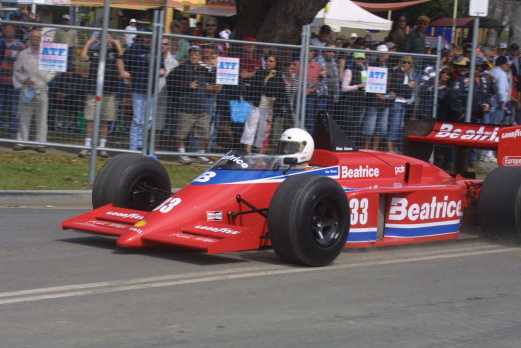
Przed Haas F1 Team ostatnim amerykańskim zespołem w Formule 1 był Haas Lola (1985–1986); na zdjęciu Lola THL1

Po pozytywnym rozpatrzeniu aplikacji, Gene Haas postanowił przełożyć debiut swojego zespołu na sezon 2016 celem lepszego przygotowania się do startów. Jako główną siedzibę zespołu obrano Kannapolis, gdzie znajduje się rozbudowany na początku 2014 roku oddział Stewart-Haas Racing. Haas wyraził ponadto życzenie, aby konstruktorem pierwszego samochodu jego zespołu była Dallara, natomiast dostawcą silników – Ferrari bądź Mercedes. Istotnie, Haas postanowił skorzystać z usług Dallary, jak również wybrał Ferrari na dostawcę jednostek napędowych. Gene Haas zasugerował także, że Ferrari być może dostarczy jego zespołowi inne podzespoły. Na początku września 2014 roku Amerykanin ustalił, że jego zespół otrzyma nazwę „Haas F1 Team”.
Istotnie, współpraca z Ferrari nie ograniczała się tylko do dostarczania przez włoskiego producenta jednostek napędowych. Ferrari zdecydowało się na dostarczanie Haasowi kluczowych elementów, takich jak skrzynie biegów, zawieszenie czy układy elektroniczne, ponadto udostępniło amerykańskiemu zespołowi swój tunel aerodynamiczny w Maranello. Günther Steiner określił tę współpracę jako „partnerską”, dementując jednocześnie, iżby Haas miał być zespołem „B” Ferrari. Mimo to FIA przeprowadziła inspekcję w tunelu aerodynamicznym Ferrari, aby sprawdzić, czy kooperacja Ferrari i Haasa jest zgodna z przepisami. Koordynator FIA, Marcin Budkowski, nie dopatrzył się naruszenia regulaminów.
Na przełomie 2014 i 2015 roku Haas rozpoczął rekrutację kluczowego personelu, poczynając od Matta Borlanda, który otrzymał stanowisko wiceprezydenta do spraw technologii. Następnie nowymi pracownikami Haas F1 Team zostali: Rob Taylor (dyrektor techniczny), Dave O’Neill (dyrektor), Ben Agathangelou (szef ds. aerodynamiki) czy Joe Custer (dyrektor generalny).
Pod koniec 2014 roku upadłość ogłosił zespół Marussia F1 Team, natomiast jego aktywa zostały wystawione na sprzedaż. Korzystając z tego, Haas zakupił fabrykę Marussi o powierzchni 3655 m², znajdującą się w Banbury, jak również nieukończony projekt samochodu Manor MNR1. Dawna fabryka Marussi została europejską bazą zespołu.
Na początku 2015 roku Dallara rozpoczęła w tunelu aerodynamicznym testy produkowanych dla Haasa nadwozi.

## Silnik i przeniesienie napędu
Napędzający Haasa VF-16 silnik to jednostka Ferrari 059/5 (oznaczona także jako Ferrari 061) w specyfikacji z 2016 roku. Był to turbodoładowany silnik V6 o pojemności 1,6 litra, z 24 zaworami (4 zawory na cylinder). Blok i głowica silnika zostały wykonane z aluminium.
Średnica cylindra wynosiła 80 mm, a skok tłoka – 53 mm. Za zapłon odpowiedzialne były świece SKF. Zastosowano jedną turbosprężarkę z nieograniczonym ciśnieniem doładowania, de facto wskutek ograniczenia przepływu paliwa wynoszącym około 3,5 bara. Ogółem jednostka Ferrari osiągała około 760 KM mocy (600 KM – silnik spalinowy, 160 KM – ERS), a jej maksymalna prędkość obrotowa wynosiła 15 000 rpm.
Poza silnikiem spalinowym zastosowano także ERS, tj. systemy odzyskiwania energii kinetycznej i cieplnej, zintegrowane za pomocą elektrycznego urządzenia o nazwie Motor Generator Unit. To urządzenie miało za zadanie pobranie wydzielanego przez turbosprężarkę ciepła, które następnie było zamieniane na ładunek elektryczny i przechowywane w akumulatorze litowo-jonowym, a następnie zużywane, dając 160 KM mocy.
Na układ wydechowy składała się jedna rura wydechowa, biegnąca przez środek samochodu z turbosprężarki. Po obu stronach rury wydechowej znajdują się przepustnice spalin. Te przepustnice i rurę wydechową otacza poprawiające docisk małe skrzydełko (tzw. monkey seat) ze złotą barierą termiczną, mającą na celu ochronę tego elementu przez gorącem spalin.
Za chłodzenie odpowiadały urządzenia firm Secan i Marston.
W samochodzie zastosowano suchą miskę olejową. Paliwo i oleje dostarczyła firma Shell. Zbiornik paliwa został skonstruowany przez ATL.
Z silnikiem sprzężona została kontrolowana elektronicznie ośmiobiegowa półautomatyczna skrzynia biegów Ferrari z systemem szybkiej zmiany biegów, zamontowana wzdłużnie. Obudowa skrzyni biegów została wykonana z węgla. Skrzynia biegów została połączona z tylnym zawieszeniem VF-16.
Tarcze sprzęgła zostały wyprodukowane przez ZF Sachs.
Hydrauliczny dyferencjał o ograniczonym poślizgu był regulowany przez serwo.

## Nadwozie i zawieszenie
Przed sezonem 2014 regulamin Formuły 1 stanowił, że aby dany podmiot był traktowany jako konstruktor, musi zbudować we własnym zakresie takie elementy, jak nadwozie, zawieszenie, geometrię zawieszenia, chłodnice, układ kierowniczy, układ hamulcowy, podłogę i zbiornik paliwa. Jednakże na sezon 2014 zmniejszono ten zakres do nadwozia, zawieszenia, geometrii zawieszenia, kanałów hamulcowych i karoserii. Na 2015 przepisy zostały jeszcze bardziej uproszczone i od tamtego czasu konstruktor musi na własną rękę wyprodukować jedynie monokok i „powierzchnie mokre”, czyli elementy narażone na działanie strug powietrza, jak chłodnice czy spojlery.

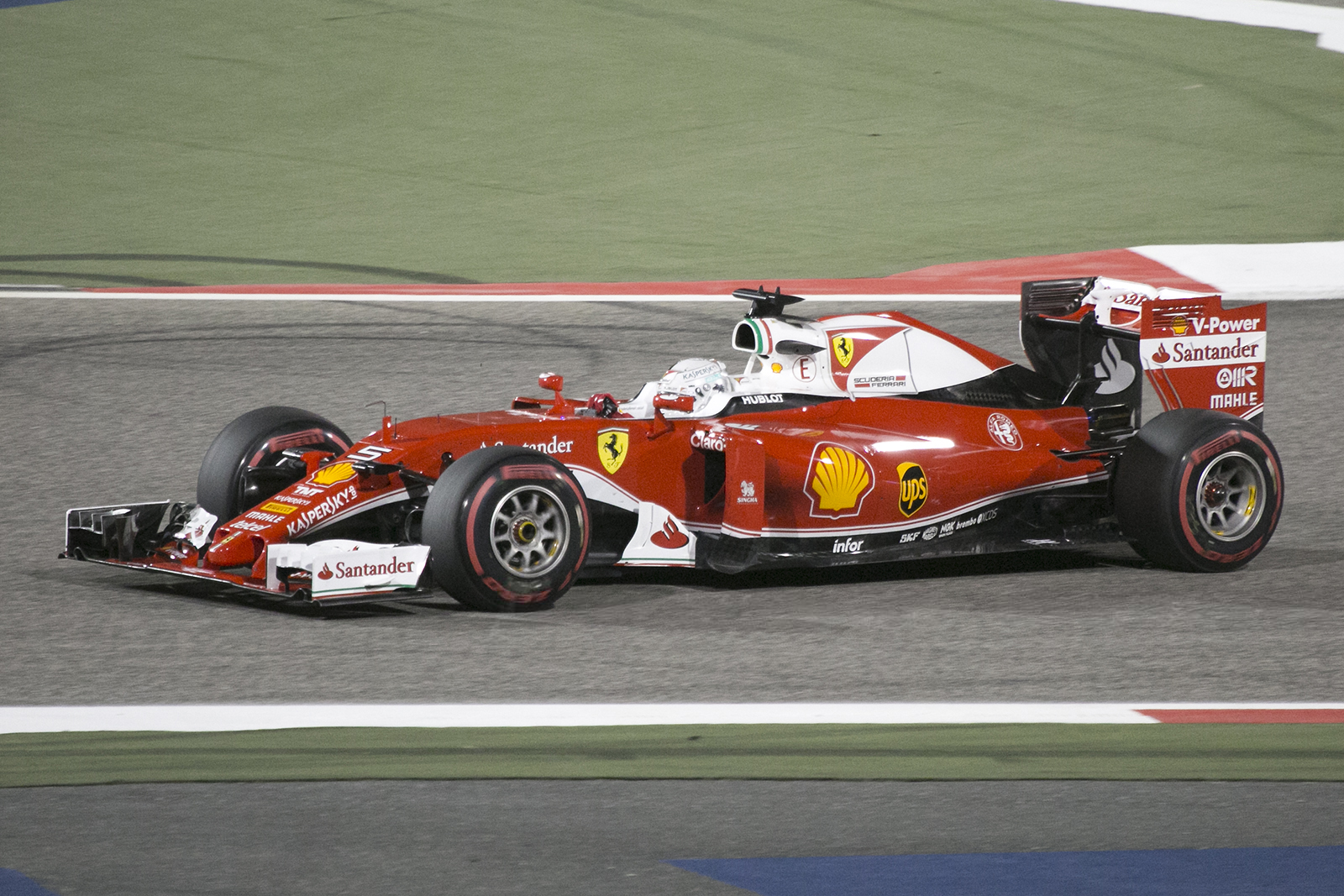
Część elementów Haasa VF-16 (m.in. spojlery) była oparta na podzespołach Ferrari SF16-H

Wykorzystując tę możliwość, Haas szeroko współpracował z Dallarą oraz Ferrari przy konstruowaniu swojego pierwszego w historii samochodu Formuły 1. W fabryce w Parmie Dallara wyprodukowała takie części jak monokok, podłogę, spojlery, dyfuzor i „powierzchnie mokre”. Od Ferrari natomiast amerykański konstruktor otrzymał przednie oraz  tylne zawieszenie, układy hydrauliczne, układ kierowniczy czy układy elektroniczne (poza monokokiem Haas był zobligowany do zbudowania własnych chłodnic i spojlerów). Ponadto Haas i Ferrari w trakcie 2015 roku dzieliły się znaczną ilością danych aerodynamicznych, wskutek czego w ogólnym założeniu Haas VF-16 był podobny do samochodu Ferrari, różniąc się jednak szczegółami. Ponadto pod koniec 2015 roku Ferrari zablokowało transfer danych i Haas był zmuszony zastosować na szeroką skalę CFD.
Monokok o strukturze plastra miodu został wyprodukowany z włókna węglowego i kompozytów, karoseria natomiast – z włókna węglowego. Przedni spojler był inspirowany rozwiązaniami Ferrari zastosowanymi w SF15-T i SF16-H, takimi jak sekcje zewnętrzne czy skrzydełka kaskadowe. Podpórki spojlera były szeroko rozstawione, aby zapewnić optymalny przepływ powietrza pod przegrodą. Amerykański zespół zdecydował się na zastosowanie krótkiego nosa (podobnie jak Ferrari), ale z końcówką mniejszą aniżeli w Ferrari SF16-H. Ponad nosem znajdował się garb ze schowanymi wewnątrz elementami zawieszenia. Dallara postanowiła zastosować dwie podpórki airboksu – rozwiązanie użyte przez włoskiego producenta również w HRT F110, bardziej konwencjonalne aniżeli jedna podpórka Ferrari. Sam airbox został podzielony wszerz na dwie części, podobnie jak w McLarenie MP4-31; niższa, większa część dostarczała powietrze do turbosprężarki, a wyższa, mniejsza chłodziła układ ERS. Pod airboksem znajdował się również bardzo mały kanał chłodzący, popularne rozwiązanie wśród samochodów Formuły 1 2016 roku. Za airboksem, na szczycie osłony silnika, zamocowano natomiast małe skrzydełko, upraszczające przepływ powietrza do tylnego spojlera. Pokrywa silnika została wybrzuszona po to, aby pomieścić jednostkę napędową i chłodnice. Zastosowano także niewielką „płetwę rekina”, kończącą się na dole podpórki tylnego spojlera.
Boczne wloty były tradycyjne, a zastosowane pod nimi niewielkie szczeliny miały na celu chłodzenie układów elektronicznych; było to nietypowe rozwiązanie, ponieważ większość konstruktorów chłodziła układy elektroniczne szczelinami znajdującymi się wewnątrz wlotów. Na zewnętrznych krawędziach sekcji bocznych znajdowały się małe wybrzuszenia – zewnętrzne krawędzie układu zderzenia bocznego. Same sekcje boczne wykazywały pewne podobieństwo do Ferrari, ale były większe od sekcji skonstruowanych przez włoską markę, a ich ogólny profil był bardziej konserwatywny. Mogło to mieć związek z faktem, iż Ferrari używało innych rdzeni chłodnic aniżeli Haas. Wzdłuż kokpitu znajdował się szereg żaluzji chłodzących, które elimininowały część gorącego powietrza wydzielanego wewnątrz sekcji bocznych – rozwiązanie takie zastosowano również w Ferrari SF16-H.
Tył samochodu przybrał kształt butelki Coca-Coli. Tylny spojler był podobny do elementu użytego w Ferrari SF16-H, jednak inne było jego podparcie. Dyfuzor również wykazywał jedynie niewielkie różnice między oboma modelami.
Wyposażenie kokpitu oraz kierownica były produktami Ferrari. Fotel natomiast był wykonany z włókna węglowego i uformowany do profilu kierowcy. Pasy bezpieczeństwa dostarczyła firma Sabelt.
Ogólny projekt zawieszenia modelu VF-16 był bardzo konwencjonalny. W przednim zawieszeniu zdecydowano się na rozwiązanie typu push-rod, w którym przenoszący drgania drążek jest ustawiony do góry, a podczas natrafienia na nierówności jest on pchany. W tylnym zawieszeniu zastosowano rozwiązanie pull-rod, tzn. drążek jest ustawiony w dół i w razie natrafienia na nierówności jest ciągnięty. Wiele elementów zawieszenia było identycznych w Haasie oraz Ferrari: przednie oraz tylne wahacze, wsporniki, kanały (w tym kanały hamulcowe). Tylne dolne ramiona wahaczy pomagały w przepływie powietrza. Aby pomieścić takie elementy zawieszenia, jak drążki skrętne, dźwignię kątową czy amortyzatory, na nosie Haas był zmuszony zastosować wybrzuszenie. Amortyzatory zostały wykonane przez firmę ZF Sachs.
Na układ hamulcowy składały się sześciotłoczkowe zaciski Brembo oraz wykonane z włókna węglowego klocki i wentylowane tarcze hamulcowe tej samej firmy.
Układ elektroniczny stanowiło standardowe ECU oraz homologowane przez FIA systemy.
Trzynastocalowe opony Pirelli były osadzone na wykonanych ze stopów magnezu felgach OZ.
Samochód miał 950 mm wysokości. Rozstaw jego przednich kół wynosił 1 460 mm, a tylnych – 1 416 mm. Szerokość samochodu wynosiła 1 800 mm. Masa pojazdu równała się natomiast 702 kg (wraz z kierowcą).

## Kierowcy

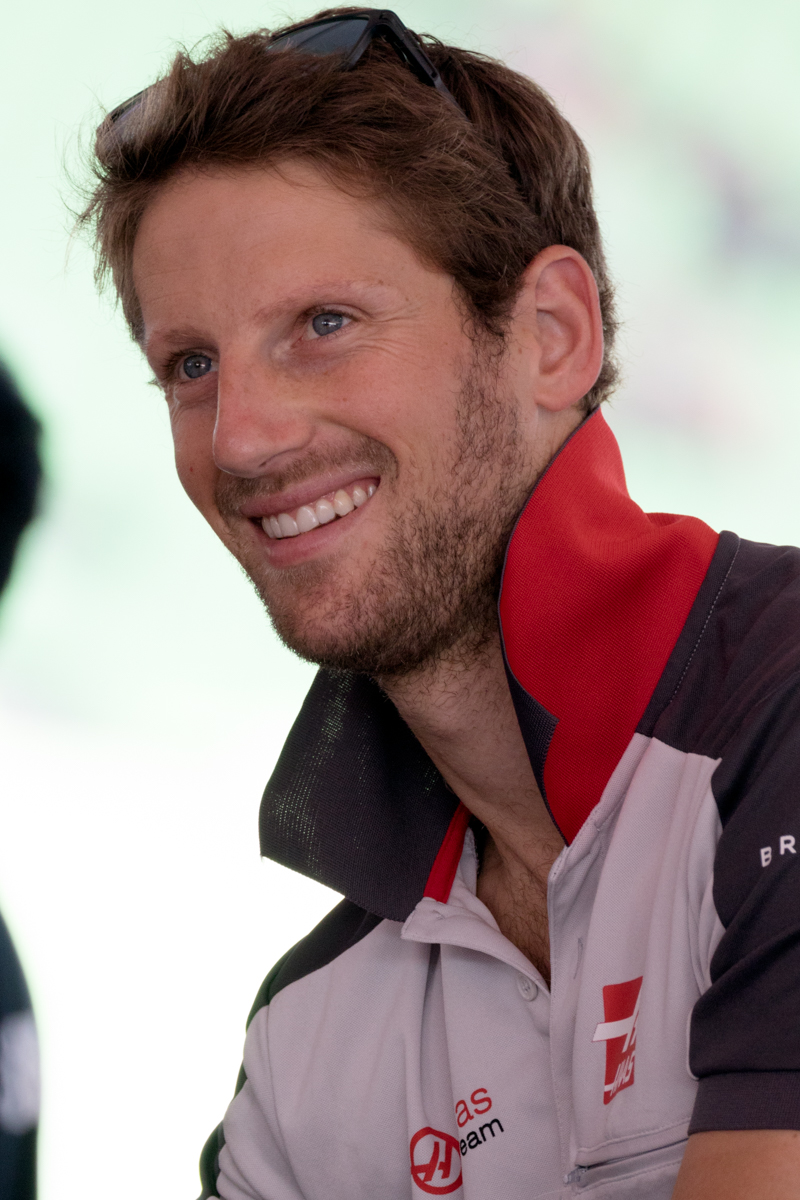
Romain Grosjean

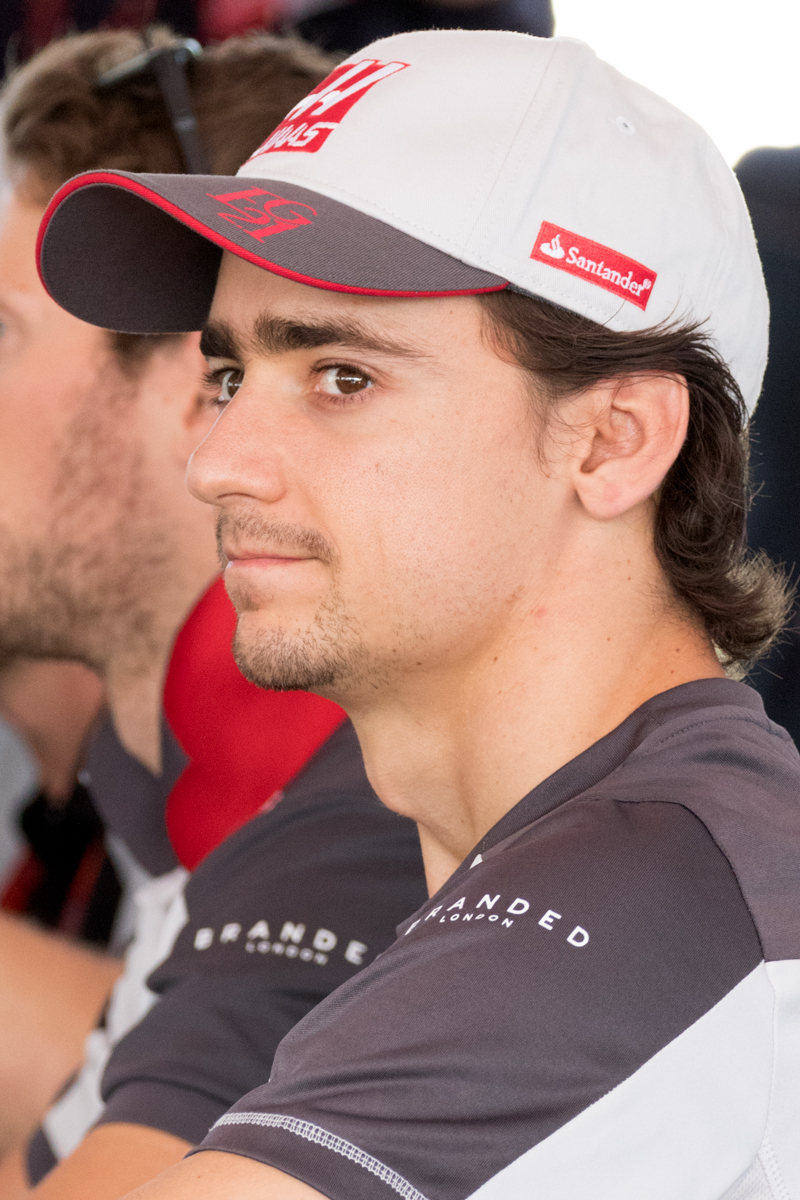
Esteban Gutiérrez

Pierwszym kierowcą wymienianym w kontekście angażu w zespole Haasa była Danica Patrick, która ścigała się w IndyCar i NASCAR. Sama Patrick szybko zdementowała jednak pogłoski, jakoby miała ścigać się w Formule 1. Następnie wśród kandydatów do jazdy w Haas F1 Team byli wymieniani między innymi: Adrian Sutil, Alexander Rossi, Esteban Gutiérrez, Nico Hülkenberg, Jean-Éric Vergne, Max Chilton, Kevin Magnussen i Romain Grosjean.
Pierwszym ogłoszonym przez Haasa kierowcą był Francuz Romain Grosjean. Pierwszym sukcesem Grosjeana było kartingowe mistrzostwo Francji ICA w 2001 roku. Dwa lata później wygrał zawody Formuła Lista Junior, a także Szwajcarską Formułę Renault 1600, gdzie wygrał i zdobył pole position w każdym wyścigu, w którym wystartował. W 2005 roku wygrał Francuską Formułę Renault 2.0, a dwa lata później w barwach ART Grand Prix zwyciężył klasyfikację Formuła 3 Euro Series. W 2008 roku został mistrzem Azjatyckiej serii GP2. W sezonie 2009 roku zadebiutował w Formule 1, zastępując w zespole Renault Nelsona Piqueta jra. Francuski zawodnik postanowił następnie wrócić do niższych serii, co zaowocowało mistrzostwem GP2 w 2011 roku. W 2012 roku wrócił do Formuły 1, reprezentując barwy Lotusa. W 2012 roku Grosjean był zamieszany w kilka incydentów, a za spowodowanie karambolu w Grand Prix Belgii został zawieszony na jeden wyścig. W Lotusie Grosjean ścigał się do 2015 roku, zdobywając w tym okresie dziesięć podiów oraz 287 punktów.
31 października 2015 roku podana została do publicznej wiadomości informacja, że partnerem zespołowym Grosjeana będzie Meksykanin Esteban Gutiérrez. W 2006 roku Gutiérrez wygrał meksykańskie kartingowe mistrzostwa Rotax Max Challenge w kategorii juniorów. W 2007 roku zadebiutował w wyścigach samochodów jednomiejscowych, wtedy też został wicemistrzem Formuły BMW USA. Rok później wygrał natomiast serię Formuła BMW Europa. W sezonie 2010 w barwach ART Grand Prix został mistrzem serii GP3. W roku 2012 Meksykanin zajął trzecie miejsce w klasyfikacji generalnej serii GP2. W 2013 roku otrzymał posadę kierowcy etatowego w zespole Sauber F1 Team. W debiutanckim sezonie zdobył 6 punktów za siódme miejsce w Grand Prix Japonii, ponadto ustanowił najszybsze okrążenie podczas Grand Prix Hiszpanii. Na sezon 2014 Gutiérrez został w Sauberze, ale przez cały rok nie zdobył ani jednego punktu. W roku 2015 był kierowcą testowym Ferrari.
Haas zatrudnił również dwóch kierowców rozwojowych. Pierwszym był Monakijczyk Charles Leclerc. Leclerc odnosił wiele sukcesów w kartingu, wliczając w to zwycięstwa w kartingowym Pucharze Monako (2010), ERDF Masters w kategorii junior (2011), CIK-FIA Karting Academy Trophy (2011), Pucharze CIK-FIA (2011), WSK Euro Series (2012) oraz South Garda Winter Cup (2013). W 2015 roku Leclerc był czwarty w Europejskiej Formule 3. Drugim kierowcą rozwojowym Haas wybrał Amerykanina Santino Ferrucciego. W latach 2008–2009 Ferrucci wygrał kartingowe zawody Florida Winter Tour w kategorii kadetów, a w roku 2010 zwyciężył w klasyfikacji Rotax Max Challenge Northeast Regional Series – Mini Max. W 2015 roku zajął trzecie miejsce w klasyfikacji ogólnej Toyota Racing Series.

## Prezentacja i testy
Testy zderzeniowe samochód ukończył 8 stycznia 2016 roku.
27 stycznia została opublikowana grafika, zawierająca testowe barwy bolidu. Prezentacja samochodu została zaplanowana na 22 lutego, jednakże ostatecznie pojazd został zaprezentowany dzień wcześniej za pośrednictwem mediów społecznościowych i internetu. Samochód został nazwany VF-16; jest to nawiązanie do nazwy pierwszej frezarki produkcji Haasa (1988 rok), która nazywała się VF-1. „V” w nazwie frezarki oznaczało „vertical” („pionowy”) – standard w budowie frezarek, a zbite razem z członem F-1 dawało skrót VF-1, czyli zdaniem Gene’a Haasa „Very First One” („absolutnie pierwszy”). Samochód został pomalowany w srebrne, czerwone i czarne barwy, nawiązujące do koloru maszyn firmy Haas Automation. Koncern ten został także głównym sponsorem zespołu.
Przy okazji prezentacji Günther Steiner powiedział, że celem Haasa jest zdobycie punktów w sezonie 2016, jednak wcześniej Haas chce zyskać „uznanie” kibiców i zespołów Formuły 1.

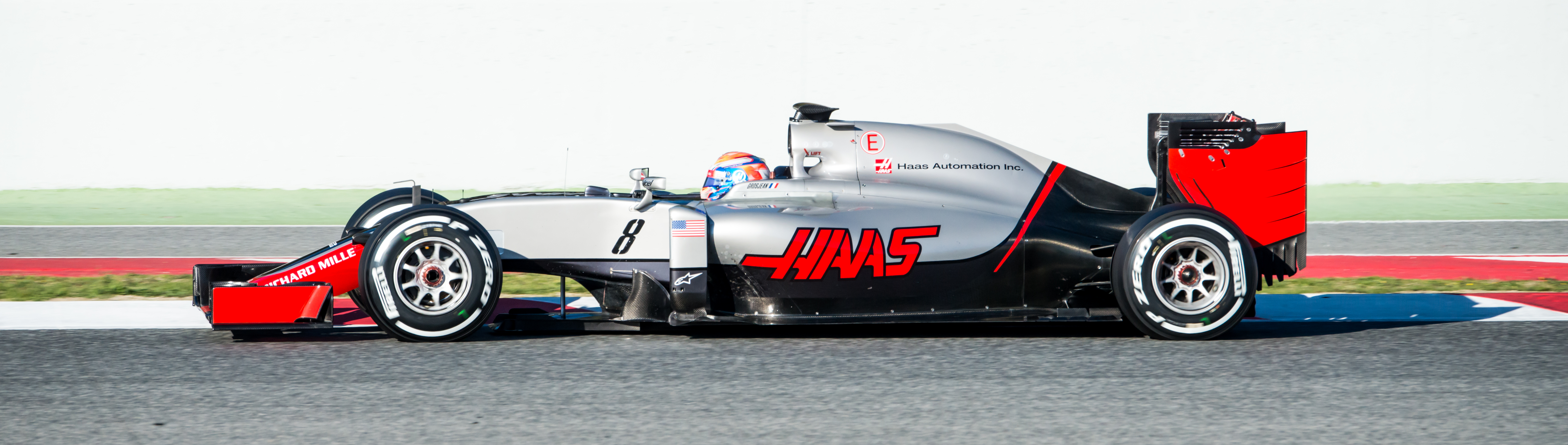
Romain Grosjean podczas przedsezonowych testów na torze Circuit de Barcelona-Catalunya

Przed początkiem sezonu zorganizowane zostały dwie sesje testowe, obie na hiszpańskim torze Circuit de Barcelona-Catalunya w Montmeló pod Barceloną. Pierwsza z tych sesji miała miejsce w dniach 22–25 lutego, a druga odbywała się od 1 do 4 marca. Celem Haasa podczas tych testów było osiągnięcie jak największego poziomu niezawodności poprzez pokonanie możliwie długiego dystansu.
22 lutego Haasem VF-16 jeździł Grosjean. Przed przerwą Francuz zdołał pokonać kilkanaście okrążeń, po czym w jego samochodzie wskutek błędu w karbonowym mocowaniu odpadł przedni spojler. Zespół zdołał jednak naprawić usterkę i Grosjean przejechał tamtego dnia 31 okrążeń (144,305 km) z najlepszym czasem 1:28,399, o 3,460 sekundy gorszym od pierwszego Sebastiana Vettela. Po pierwszym dniu Grosjean chwalił balans samochodu i wyraził zadowolenie z dotychczasowego przebiegu testów. Drugiego dnia model Haasa prowadził Esteban Gutiérrez. Meksykański zawodnik pokonał 77 okrążeń (358,435 km), a jego najlepszy czas wyniósł 1:25,524, co było stratą 2,714 sekundy co pierwszego Vettela. Trzeciego dnia testów do jazd wrócił Grosjean. Mimo niewielkich problemów z oprogramowaniem przebieg podczas tego dnia wyniósł 381,710 km (czyli 82 okrążenia) i zaowocował najlepszym czasem na poziomie 1:25,874, co dało Francuzowi drugie miejsce, ale ze stratą 2,764 sekundy do pierwszego Nico Hülkenberga. Ostatniego, czwartego dnia pierwszej tury testów w Barcelonie, pojazd Haasa prowadził Gutiérrez. Jego samochód zepsuł się w trakcie sesji, ale mimo to Meksykanin pokonał 89 okrążeń (414,295 km) i ustanowił swój najlepszy czas na poziomie 1:27,802, czyli o 4,325 sekundy gorszy od pierwszego Kimiego Räikkönena.
Po pierwszej turze testów Günther Steiner utrzymywał, że mimo pozytywnych aspektów, jak pokonanie dużego przebiegu oraz przeprowadzenie symulacji wyścigu, przed drugą sesją należy dokonać wielu poprawek, aczkolwiek zespół zna rozwiązanie na większość problemów.
Drugą turę testów w Haasie rozpoczął Esteban Gutiérrez. Zdołał on jednak przejechać jedynie 23 okrążenia (107,065 km), zanim w samochodzie Meksykanina nie doszło do awarii układu paliwowego. Mechanicy zespołu nie zdołali usunąć usterki i meksykański kierowca zakończył dzień z czasem 1:26,661, gorszym o 3,639 sekundy od pierwszego Nico Rosberga. Drugiego dnia Gutiérrez wykonał tylko okrążenie instalacyjne (4,655 km), po czym zjechał do garażu, a mechanicy Haasa bezskutecznie próbowali naprawić awarię turbosprężarki. Trzeciego dnia Haasa VF-16 testował Romain Grosjean. W amerykańskim samochodzie doszło do kilku usterek, między innymi układu hamulcowego, które spowodowały, iż Francuz dwukrotnie wypadł z toru. Mimo to kierowca ten pokonał 77 okrążeń (358,435 km) i ustanowił swój najlepszy czas na poziomie 1:27,196. Był to jednak najgorszy czas dnia i stanowił stratę 4,431 sekundy do pierwszego Räikkönena. Ostatniego dnia samochód dzielili między siebie Grosjean oraz Gutiérrez, przy czym Meksykanin przejął pojazd pod koniec dnia – około godziny siedemnastej. Grosjean przejechał 66 okrążeń (307,230 km), uzyskując czas 1:25,255, natomiast Gutiérrez pokonał 25 okrążeń (116,375 km) i uzyskał rezultat 1:25,899. Czasy te były gorsze odpowiednio o 2,403 oraz 2,570 sekundy od czasu pierwszego tamtego dnia Sebastiana Vettela.
Po testach kierowcy Haasa wypowiadali się pozytywnie o samochodzie: Grosjean określił VF-16 jako „dobry samochód”, w którym dobrze się czuje, a Gutiérrez powiedział, że „uwielbia jeździć” Haasem VF-16 i że model ten jest „świetnym samochodem”.
Niektórzy rywale, jak Jolyon Palmer (Renault) czy Felipe Nasr (Sauber), przewidywali, iż Haas w przeciwieństwie do wcześniej debiutujących zespołów w Formule 1 – jak Virgin czy HRT – w sezonie 2016 będzie zdolny podjąć walkę z zespołami środka stawki. Nasr pochwalił ponadto budżet oraz stabilizację amerykańskiego zespołu. Były wicemistrz świata David Coulthard również pochwalił model biznesowy Haasa, stwierdził ponadto, iż zespół może „sprawić niespodziankę” w swym debiutanckim sezonie. Komentator Formuły 1 Murray Walker zauważył natomiast, że Haas jest „świetnym kandydatem” do miana dobrego amerykańskiego zespołu i ma możliwości, aby ścigać się w środku stawki.

## VF-16 w wyścigach
Zatwierdzony 2 grudnia 2015 roku kalendarz na sezon 2016 liczył rekordową liczbę 21 Grand Prix, w tym powracające Grand Prix Niemiec i Grand Prix Europy, po raz pierwszy odbywające się w Azerbejdżanie. Dwa tygodnie przed startem sezonu uchwalono zmianę w formacie kwalifikacji, która zakładała system eliminacji – eliminowanie najwolniejszego kierowcy co 90 sekund po siedmiu (Q1), sześciu (Q2) lub pięciu (Q3) minutach.

To niesamowite uczucie. Chłopaki wykonali wielką pracę i powiedziałem im, że to dla nas jak zwycięstwo. Nasz pierwszy wyścig i od razu szóste miejsce. To był szczęśliwy dzień.

W trakcie rozgrywanych na zasadzie eliminacji kwalifikacji do Grand Prix Australii jako pierwsi odpadli kierowcy Manora – Rio Haryanto i Pascal Wehrlein. Wówczas na 20. miejscu z czasem 1:29,606 znajdował się Esteban Gutiérrez. Meksykanin zdołał polepszyć czas, ale po upływie regulaminowych 90 sekund, w związku z czym zakończył kwalifikacje. Dziewiętnasty z wynikiem 1:28,322 był następnie Grosjean, który także nie zdążył poprawić okrążenia. Wyścigu nie zdołał rozpocząć Daniił Kwiat (Red Bull), natomiast Kevin Magnussen (Renault) przebił oponę. Obaj kierowcy Haasa zostali jednak na starcie wyprzedzeni przez Wehrleina, a Gutiérrez również przez Haryanto, i do siódmego okrążenia Francuz jechał jako osiemnasty, a Meksykanin był dwudziesty. Między ósmym a szesnastym okrążeniem na pit stop zjechało siedemnastu kierowców (wśród nich żaden kierowca Haasa), dzięki czemu Grosjean i Gutiérrez awansowali odpowiednio na dziewiąte i dwunaste miejsce. Na siedemnastym okrążeniu, przed trzecim zakrętem, Fernando Alonso (McLaren) wjechał w tył samochodu Meksykanina, wzbił się w powietrze, przekoziołkował i wleciał w bandę. Żadnemu z kierowców nic się nie stało, ale na osiemnastym okrążeniu przerwano wyścig. Korzystając z tego, w samochodzie Grosjeana podczas przerwy wymieniono opony z mieszanki miękkiej na pośrednią. Po wznowieniu wyścigu Grosjean był dziewiąty, ale już na 22. okrążeniu awansował o jedno miejsce po odpadnięciu Kimiego Räikkönena (Ferrari). Na okrążeniach 31–32 kierowcy Toro Rosso – Carlos Sainz i Max Verstappen – zjechali na swój trzeci pit-stop, dzięki czemu Grosjean awansował na szóstą pozycję. Francuz zdołał utrzymać za sobą Nico Hülkenberga (Force India) i Valtteriego Bottasa (Williams), a pod koniec wyścigu także Sainza i Verstappena, dzięki czemu ukończył wyścig na szóstej pozycji, z dwusekundową przewagą nad siódmym Hülkenbergiem. Zdobyte za szóste miejsce osiem punktów oznaczało, iż Haas był pierwszym całkowicie nowym zespołem punktującym w debiucie od czasów Toyoty (Grand Prix Australii 2002). Po wyścigu Grosjean powiedział, że szóste miejsce jest „jak zwycięstwo”, natomiast Günther Steiner podkreślił, iż Haas przekroczył oczekiwania względem debiutu, jak również zaznaczył, że bardziej od punktów satysfakcjonuje go konkurencyjność względem rywali takich jak Force India. Francuski kierowca zdobył ponadto nagrodę w plebiscycie na kierowcę dnia.

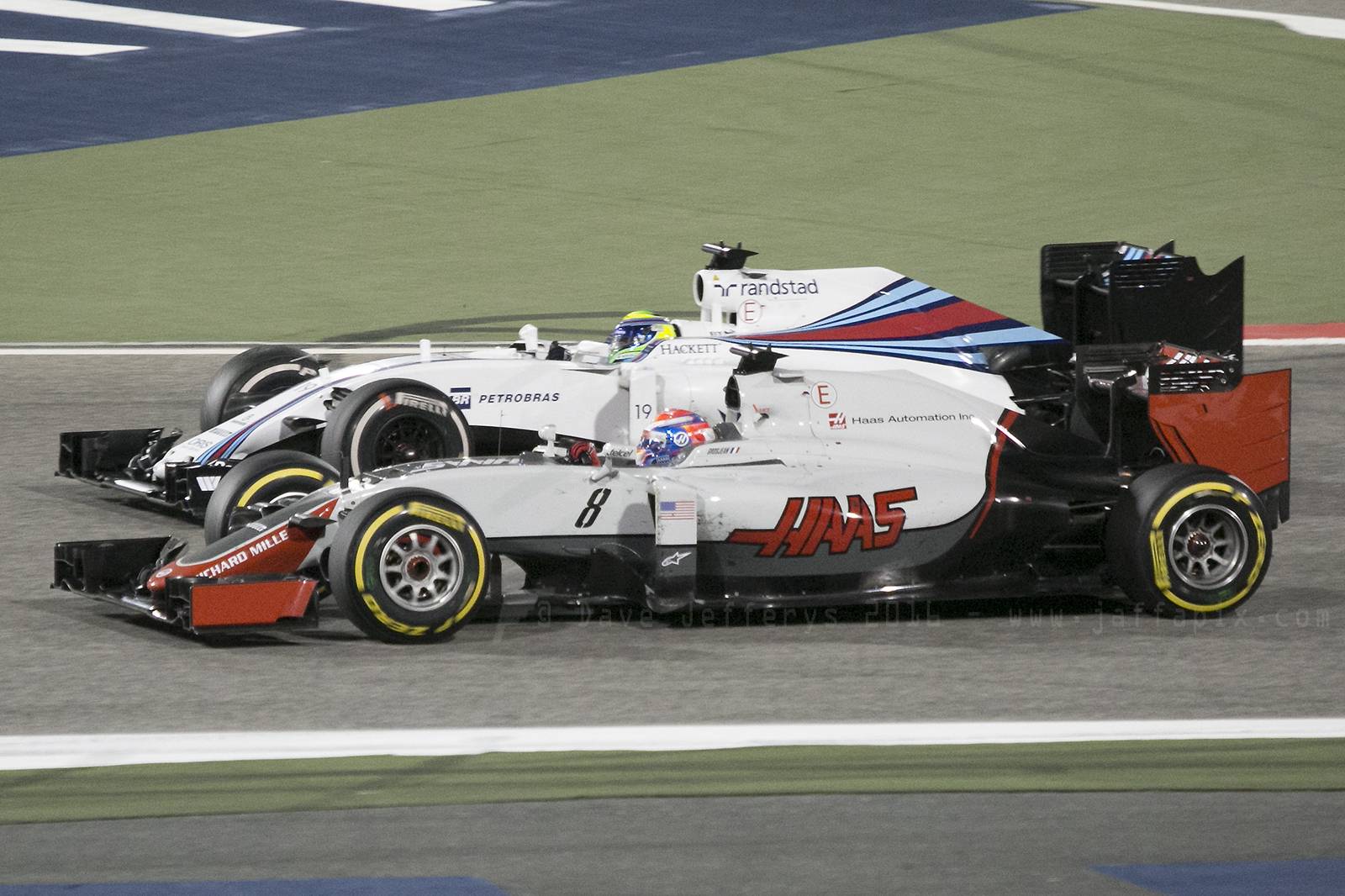
Romain Grosjean wyprzedzający Felipe Massę (Williams) podczas Grand Prix Bahrajnu

Podczas Grand Prix Bahrajnu Gutiérrez był zmuszony skorzystać z nowego podwozia modelu VF-16, jako że podwozie użyte w Grand Prix Australii nie zostało naprawione na czas. Szeroko krytykowany w środowisku Formuły 1 format kwalifikacji został utrzymany na Grand Prix Bahrajnu. W trakcie kwalifikacji obaj kierowcy Haasa awansowali do Q2, przy czym Grosjean uzyskał w Q1 czas 1:32,005 (11. pozycja), natomiast Gutiérrez – 1:32,118 (13. miejsce). W drugiej części kwalifikacji najpierw zostali wyeliminowani Daniił Kwiat i Jenson Button (McLaren), a następnie – z czasem 1:31,945  – Esteban Gutiérrez, przez co zakończył kwalifikacje na 13. miejscu. Grosjean ustanowił czas 1:31,756 i przez długi okres zajmował premiowane awansem do Q3 ósme miejsce, jednakże pod koniec sesji – kiedy Francuz przebywał w garażu – na tor wyjechał Nico Hülkenberg, który pobił rezultat Grosjeana i zepchnął francuskiego kierowcę na dziewiątą pozycję. Po kwalifikacjach Grosjean przyznał, że kibicował Hülkenbergowi podczas drugiego wyjazdu Niemca, gdyż dzięki absencji w Q3 mógł zaoszczędzić komplet opon. Przed rozpoczęciem wyścigu wycofał się Sebastian Vettel (Ferrari), natomiast na starcie doszło do kontaktu Lewisa Hamiltona (Mercedes) z Valtterim Bottasem. Dzięki tym wydarzeniom Romain Grosjean po pierwszym okrążeniu jechał na szóstym miejscu, a Esteban Gutiérrez – na ósmym. Na czwartym okrążeniu Hamilton wyprzedził Grosjeana, jednak po zjeździe Daniela Ricciardo (Red Bull) do boksów obaj kierowcy amerykańskiego zespołu awansowali o jedno miejsce. Na dziesiątym okrążeniu Gutiérrez zakończył rywalizację ze względu na awarię układu hamulcowego VF-16. Na 12. okrążeniu Grosjean zjechał do pit-stopu, gdzie wymieniono mu opony supermiękkie na inne opony supermiękkie. Po wyjeździe Francuz znalazł się na ósmym miejscu, jednak na 13. okrążeniu wyprzedził Marcusa Ericssona (Sauber). Po zjeździe Daniiła Kwiata do boksów Grosjean awansował o jedną pozycję, natomiast na 17. okrążeniu zawodnik ten wyprzedził Felipe Massę (Williams). Grosjean podążał na piątym miejscu przez siedem okrążeń, po czym znalazł się przed Danielem Ricciardo. Na 28. okrążeniu Francuz po raz kolejny zjechał na pit-stop w celu wymiany opon na kolejną supermiękką mieszankę. Gdy Bottas, Massa i Kwiat zjechali na swoje pit-stopy, Grosjean ponownie jechał jako piąty, tym razem za Ricciardo. Na 41. okrążeniu francuski kierowca zjechał do boksów po raz trzeci i ostatni, tym razem celem założenia mieszanki miękkiej. Wówczas to nastąpiły problemy ze zmianą tylnej lewej opony w samochodzie Grosjeana, jednak ostatecznie zdołał on powrócić do rywalizacji. Na tor zawodnik ten wrócił na ósmym miejscu, ale zdołał poprawić pozycję na 44. okrążeniu, kiedy wyprzedził Daniiła Kwiata. Na 46. okrążeniu kierowca pokonał w walce Felipe Massę, a po zjeździe Maksa Verstappena znalazł się na piątym miejscu. Francuz finiszował na tej pozycji, tracąc do zwycięskiego Nico Rosberga (Mercedes) 1:18,299 sekundy, a do czwartego Ricciardo – prawie 16 sekund. Po wyścigu Francuz określił ten rezultat jako „amerykański sen” oraz „szaleństwo”. Drugi raz z rzędu został on ponadto wybrany Kierowcą Dnia.
Przed Grand Prix Chin władze Formuły 1 postanowiły o powrocie do dawnego formatu kwalifikacji, znosząc tym samym zasadę eliminacji. Kwalifikacje do Grand Prix Chin odbywały się na wilgotnej nawierzchni. W opóźnionym z powodu wypadku Pascala Wehrleina Q1 Grosjean ustalił czas 1:38,425, natomiast Gutiérrez – 1:38,770. Rezultat Meksykanina okazał się zbyt słaby, by awansować do Q2, i kierowca ukończył kwalifikacje na 18. miejscu. W drugiej części kwalifikacji najlepszy czas Grosjeana wyniósł 1:39,830. Pod koniec sesji na skutek wypadnięcia Nico Hülkenberga przerwano kwalifikacje, a następnie postanowiono ich nie wznawiać. To uniemożliwiło Francuzowi poprawienie czasu i ostatecznie zajął on 14. miejsce. Po starcie Grosjean zderzył się z Marcusem Ericssonem i był zmuszony zjechać do boksów na wymianę spojlera, a po powrocie jechał na 21. miejscu. Wskutek kilku kolizji na początku wyścigu na tor wyjechał samochód bezpieczeństwa, przez co wielu kierowców zjechało na pit-stop. Gutiérrez pozostał na torze, dzięki czemu awansował na piąte miejsce. Po zjeździe samochodu bezpieczeństwa Meksykanin zaczął tracić pozycje, i na 13. okrążeniu był czternasty. Na 19. okrążeniu Gutiérrez zjechał na pit-stop, a okrążenie później – Grosjean. Po powrocie na tor meksykański kierowca zajmował 16. miejsce, a Francuz był 21. Drugi pit-stop Grosjean odbył na 33. okrążeniu, a Gutiérrez – na 34.; obaj kierowcy wymienili wtedy opony miękkie na supermiękkie. Ostatni raz do boksów Meksykanin zjechał na 43. okrążeniu, a Francuz – okrążenie później. Gutiérrez wrócił na tor na 16. pozycji, a Grosjean na 20, przed Rio Haryanto i Jolyonem Palmerem (Renault). Na 46. okrążeniu francuski zawodnik wyprzedził Felipe Nasra (Sauber) i znalazł się na 19. miejscu. Okrążenie później, po pit-stopie Nico Hülkenberga, Gutiérrez awansował na 15. miejsce. Na 50. okrążeniu meksykański kierowca wyprzedził jeszcze Marcusa Ericssona i finiszował na 14. pozycji. Grosjean natomiast ukończył zawody jako 19. Po Grand Prix Chin Grosjean krytykował balans modelu VF-16, natomiast Gutiérrez przyznał, że podczas wyścigu zepsuł mu się system DRS.
Podczas Grand Prix Rosji Haas zastosował nowy przedni spojler. W trakcie kwalifikacji do tego Grand Prix zarówno Grosjean, jak i Gutiérrez, awansowali do Q2 z czasami odpowiednio 1:38,383 i 1:38,678. W drugiej części kwalifikacji Francuz ustanowił czas 1:38,055, a Meksykanin – 1:38,115, co pozwoliło im na zajęcie odpowiednio 15. i 16. miejsca. Na starcie wyścigu, pokonując pierwszy zakręt, Gutiérrez zanadto opóźnił hamowanie i zderzył się z Nico Hülkenbergiem, który na skutek tego uderzył w Rio Haryanto i Marcusa Ericssona. Ponadto doszło do innych incydentów, wskutek czego na torze pojawił się samochód bezpieczeństwa. Korzystając z tego, Grosjean awansował w klasyfikacji i już na drugim okrążeniu jechał jako ósmy. Gutiérrez natomiast spadł na ostatnie miejsce, a pod koniec pierwszego okrążenia zjechał na pit-stop celem naprawy uszkodzonego samochodu, gdzie wymienił także opony z miękkich na pośrednie. Po wyjeździe Meksykanin znalazł się przed Daniiłem Kwiatem, ale Rosjanin wyprzedził Gutiérreza na 18. okrążeniu i meksykański zawodnik ponownie spadł na ostatnie miejsce. Na 17. okrążeniu Grosjean zjechał do boksów celem wymiany opon supermiękkich na miękkie i na tor wrócił na trzynastej pozycji. Na 29. okrążeniu Francuz jechał już dziewiąty, ponieważ czterech kierowców jadących przed nim zjechało na pit-stopy. Po wycofaniu się z wyścigu Maxa Verstappena obaj kierowcy Haasa awansowali o jedno miejsce, a na 39. okrążeniu Esteban Gutiérrez zdołał jeszcze wyprzedzić Pascala Wehrleina. Grosjean ukończył więc wyścig jako ósmy, a Gutiérrez jako siedemnasty. Po wyścigu za spowodowanie kolizji sędziowie nałożyli na Gutiérreza karę w postaci dwóch punktów.
Podczas Grand Prix Hiszpanii Haas zastosował silniki Ferrari w nowej specyfikacji. Ponadto użyto wówczas nowego tylnego spojlera, zdolnego zapewnić większy docisk. Podczas kwalifikacji obaj kierowcy Haasa awansowali do Q2 – w Q1 Grosjean uzyskał czas 1:24,716, a Gutiérrez – 1:24,406. Obaj kierowcy odpadli po drugiej części kwalifikacji, w której Francuz ustalił rezultat 1:24,480, a Meksykanin 1:24,778, co wystarczyło na zajęcie odpowiednio czternastego i szesnastego miejsca. Na pierwszym okrążeniu wyścigu doszło do kolizji Nico Rosberga i Lewisa Hamiltona, dzięki czemu Grosjean awansował na dziesiąte miejsce, a Gutiérrez – na czternaste. Po zjeździe poprzedzających kierowców na pit-stopy Grosjean na 13. okrążeniu podążał jako drugi, natomiast Gutiérrez był wtedy piąty. Francuz został jednak wyprzedzony okrążenie później przez Daniela Ricciardo, a następnie również przez Maksa Verstappena (Red Bull). Na piętnastym okrążeniu Grosjean zjechał do boksów, aby wymienić opony na supermiękkie; okrążenie później taki sam zabieg wykonał Gutiérrez. Po powrocie na tor francuski zawodnik był trzynasty, a jego partner zespołowy – siedemnasty, jednak kierowcy ci zdołali awansować tak, że na 25. okrążeniu Francuz był już dziesiąty, a Meksykanin jechał tuż za nim. Na 29. okrążeniu Gutiérrez wyprzedził Grosjeana. Okrążenie później Francuz zjechał na drugi pit-stop celem wymiany opon na miękkie, natomiast Meksykanin to samo uczynił okrążenie później. Gdy Meksykanin wrócił na tor, znalazł się na Grosjeanem, na czternastym miejscu, jednak na 33. okrążeniu ponownie wyprzedził Francuza i był jedenasty. Na 38. okrążeniu w samochodzie francuskiego kierowcy doszło do uszkodzenia przedniego spojlera, przez co musiał on zjechać na nieplanowany pit-stop. Po wymianie skrzydła Grosjean wrócił na tor na 18. miejscu. Tymczasem Gutiérrez awansował w stawce: na 37. okrążeniu znalazł się przed Jensonem Buttonem, na 40. – przed Fernando Alonso, a na 42. przed Felipe Massą, dzięki czemu jechał wówczas ósmy. Grosjean wyprzedził natomiast Rio Haryanto i Pascala Wehrleina, efektem czego na 46. okrążeniu był szesnasty. Na 57. okrążeniu Grosjeana przekazał przez radio, że w jego samochodzie zepsuły się hamulce, i wycofał się z wyścigu. Gutiérrez natomiast został wyprzedzony przez Massę (56. okrążenie), Buttona (61. okrążenie) i Kwiata (Toro Rosso; 62. okrążenie), i ukończył wyścig na jedenastej pozycji.
Po Grand Prix Hiszpanii odbyły się testy na torze Circuit de Barcelona-Catalunya. Pierwszego dnia tych testów Haasem jechał Romain Grosjean, który otrzymał nowe podwozie. Francuz pokonał 96 okrążeń z najlepszym czasem 1:23,882, co było rezultatem o 0,662 sekundy gorszym od pierwszego Sebastiana Vettela. Drugiego dnia model VF-16 testował Esteban Gutiérrez, który przejechał 105 okrążeń. Najlepszy rezultat Meksykanina wyniósł 1:24,592, czyli o 1,325 sekundy gorzej od pierwszego wówczas Maksa Verstappena.
Zarówno Romain Grosjean, jak i Esteban Gutiérrez, awansowali do drugiej części kwalifikacji podczas Grand Prix Monako, uzyskując czasy odpowiednio 1:15,465 oraz 1:15,592. W Q2 Francuz uzyskał rezultat 1:15,571, natomiast Meksykanin – 1:15,293, dzięki czemu zajęli odpowiednio piętnaste i dwunaste miejsce. Po kwalifikacjach Grosjean powiedział, że byłby w stanie awansować do Q3, gdyby nie był blokowany przez innych kierowców oraz miał lepiej dogrzane opony. Wyścig rozpoczął się w deszczowych warunkach, przez co start nastąpił za samochodem bezpieczeństwa. Po problemach technicznych Daniiła Kwiata obaj kierowcy Haasa awansowali o jedno miejsce. Po siedmiu okrążeniach samochód bezpieczeństwa zjechał z toru. Na ósmym okrążeniu Grosjean awansował na trzynaste miejsce po pit-stopie Jensona Buttona, natomiast okrążenie później, po wyprzedzeniu Kimiego Räikkönena, Gutiérrez był dziesiąty. Na jedenastym okrążeniu Räikkönenowi odpadł przedni spojler, natomiast kontynuując jazdę, Fin wypchnął Grosjeana, który spadł przez to na piętnastą pozycję. Ze względu na przesychający tor na piętnastym okrążeniu Francuz zmienił opony deszczowe na przejściowe, a okrążenie później to samo uczynił Gutiérrez. Po powrocie na tor Meksykanin był dziesiąty, a Grosjean przedostatni – dziewiętnasty, jadąc za Rio Haryanto. Na 20. okrążeniu Gutiérrez awansował na dziewiąte miejsce, a Grosjean – na osiemnaste. Na 25. okrążeniu Francuz wyprzedził Haryanto. Francuski zawodnik zjechał na drugi pit-stop na 30. okrążeniu, wymieniając opony na miękkie; podobny manewr dwa okrążenia później zastosował Gutiérrez. Grosjean wrócił do rywalizacji przed Marcusem Ericssonem i Felipe Nasrem, Gutiérrez natomiast był wówczas jedenasty. Po odpadnięciu Maksa Verstappena (35. okrążenie) Meksykanin jechał jako dziesiąty, a Francuz jako czternasty. Na 41. okrążeniu meksykańskiego kierowcę wyprzedził Felipe Massa. Gutiérrez stracił ponadto jedenaste miejsce na rzecz Valtteriego Bottasa na 77. okrążeniu. Grosjean natomiast finiszował na czternastej pozycji, za Pascalem Wehrleinem. Jednakże do rezultatu zarówno Bottasa, jak i Wehrleina, sędziowie doliczyli za karę dziesięć sekund, dzięki czemu Gutiérrez został sklasyfikowany na jedenastym miejscu, a Grosjean – na trzynastym.
Podczas kwalifikacji do Grand Prix Kanady Esteban Gutiérrez uzyskał w Q1 czas 1:15,148, a Romain Grosjean – 1:15,444, co obu zawodnikom umożliwiło awans do drugiej części kwalifikacji. Tam Gutiérrez uzyskał najlepszy czas okrążenia na poziomie 1:14,571, natomiast Grosjean – 1:14,803, przez co zakończyli oni czasówkę odpowiednio na czternastym i piętnastym miejscu. Po karze nałożonej na Daniiła Kwiata startowali oni do wyścigu o jedną pozycję wyżej. Na starcie Grosjean został wyprzedzony przez Kwiata, ale na drugim okrążeniu odzyskał pozycję, a na dziewiątym wyprzedził Gutiérreza. Na trzynastym okrążeniu Gutiérrez zjechał do boksów, aby wymienić opony ultramiękkie na supermiękkie; podobny manewr Grosjean zastosował cztery okrążenia później. Po powrocie na tor Meksykanin był dziewiętnasty, a Francuz – dwunasty. Na 21. okrążeniu, po serii pit-stopów rywali, Gutiérrez był już piętnasty. Dziesięć okrążeń później Grosjean wyprzedził Sergio Péreza (Force India). Na 39. okrążeniu Francuz zmienił opony z powrotem na ultramiękkie, a jego zespołowy partner uczynił to samo dwa okrążenia później. Po powrocie do rywalizacji Grosjean był trzynasty, natomiast Gutiérrez podążał tuż za nim. Na 46. okrążeniu w samochodzie Grosjeana doszło do uszkodzenia przedniego spojlera, przez co był on zmuszony wymienić tę część. Kierowca ten wyjechał za Meksykaninem i do końca wyścigu kolejność już się nie zmieniła, co oznaczało finisz Gutiérreza na trzynastym miejscu, a Grosjeana – na czternastym. Po Grand Prix Kanady Gutiérrez krytykował stabilność modelu VF-16.
W pierwszej części kwalifikacji do Grand Prix Europy Grosjean dwukrotnie wyjeżdżał poza tor, a Gutiérrez – raz. Mimo to obaj kierowcy uzyskali czasy uprawniające do udziału w Q2 (Grosjean – 1:45,507, Gutiérrez – 1:45,300). W Q2 najlepszym rezultatem Francuza było 1:44,755, a Meksykanina – 1:45,349, dzięki czemu zajęli oni w kwalifikacjach odpowiednio jedenaste i piętnaste miejsce. Po karze nałożonej na Carlosa Sainza Gutiérrez startował z czternastej pozycji. Na trzecim okrążeniu Grosjean wyprzedził Daniiła Kwiata. Gutiérrez natomiast na początku wyścigu zderzył się z Nico Hülkenbergiem, przez co uszkodził spojler i na ósmym okrążeniu musiał zjechać na pit-stop. To spowodowało jego spadek na ostatnie miejsce. Grosjean na pierwszy zjazd udał się dwa okrążenia później i wrócił na tor na osiemnastym miejscu. Na 15. okrążeniu Gutiérrez wyprzedził Rio Haryanto, a osiem okrążeń później znalazł się przed Marcusem Ericssonem. W międzyczasie Grosjean na 21. okrążeniu wyprzedził Pascala Wehrleina. Wbrew pierwotnym założeniom po raz drugi Francuz zjechał na postój na 26. okrążeniu, przy czym jednym z powodów zjazdu były zabrudzone chłodnice w jego Haasie. W samochodzie Gutiérreza natomiast wymieniono opony na 29. okrążeniu. Na 46. okrążeniu Grosjean wyprzedził Kevina Magnussena. Francuz ukończył wyścig na trzynastym miejscu, a jego zespołowy kolega był szesnasty.
Po rozgrywanym w Baku Grand Prix Haas ogłosił, że jego kierowca testowy oraz protegowany Ferrari Charles Leclerc poprowadzi model VF-16 pięciu piątkowych sesjach treningowych: w Wielkiej Brytanii, na Węgrzech, w Niemczech, w Malezji oraz w Abu Zabi. Ponadto po Grand Prix Europy Esteban Gutiérrez udał się do szpitala, ponieważ jego organizm źle tolerował częste zmiany klimatu.

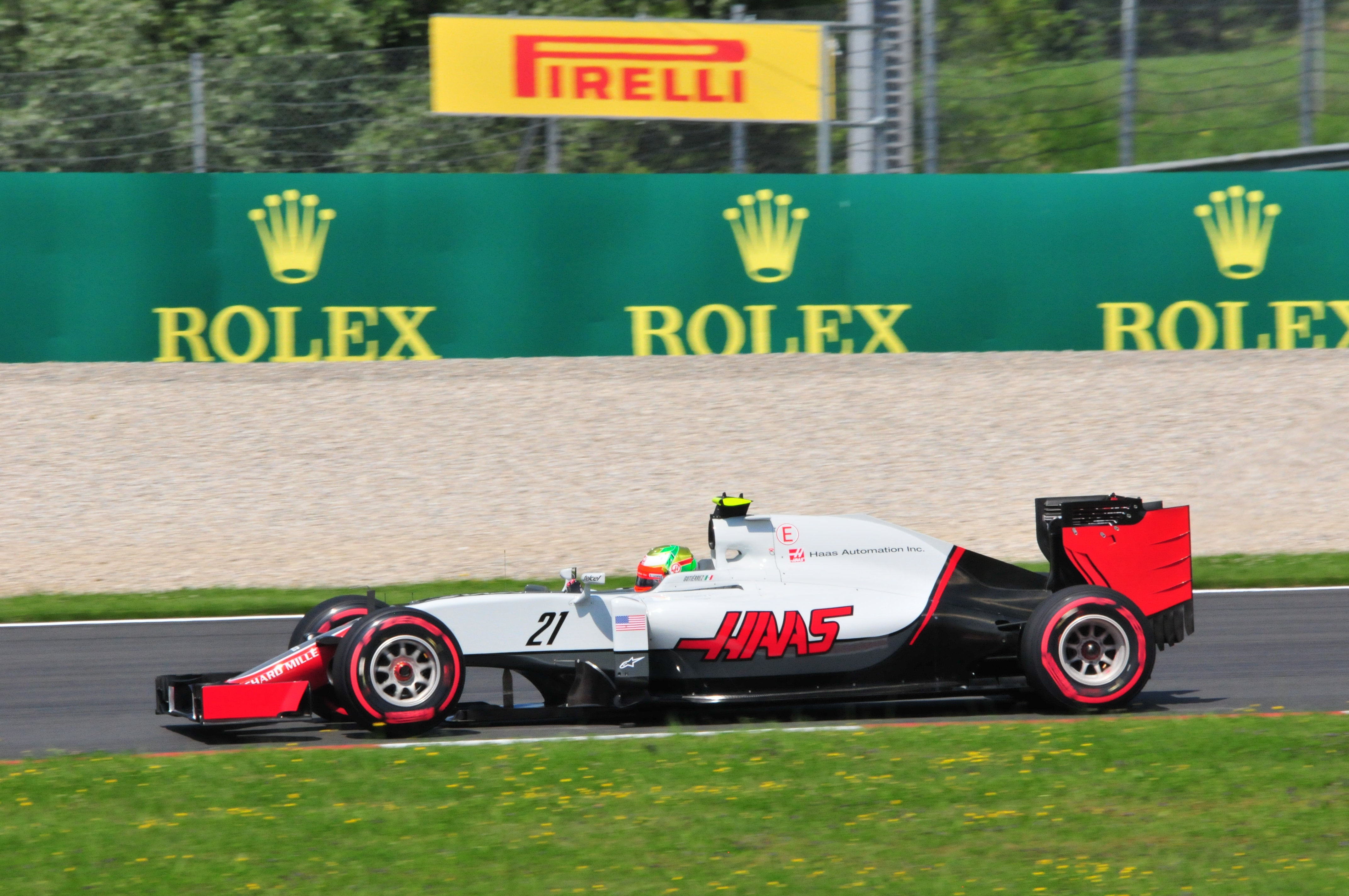
Esteban Gutiérrez podczas Grand Prix Austrii

Romain Grosjean i Esteban Gutiérrez awansowali do drugiej części kwalifikacji do Grand Prix Austrii, w której Grosjean uzyskał trzynasty czas (1:07,850), a Gutiérrez – jedenasty (1:07,578). Na starcie wyścigu Grosjean został wypchnięty poza tor, natomiast w silniku Gutiérreza włączony został specjalny, uniemożliwiający unieruchomienie tryb. W efekcie tego Francuz spadł na czternaste miejsce, a Meksykanin – na osiemnaste. Na siódmym okrążeniu Gutiérrez został wyprzedzony przez Felipe Massę. Na 21. okrążeniu meksykański kierowca zjechał na pit-stop, zakładając opony supermiękkie, po czym wrócił do rywalizacji na ostatnim miejscu. Na 26. okrążeniu, po odpadnięciu Sebastiana Vettela, na tor wyjechał samochód bezpieczeństwa. Korzystając z tego, Grosjean zjechał do boksów, aby wymienić opony na miękkie. Jednakże Francuz przekroczył dozwoloną prędkość podczas zjazdu, za co otrzymał pięciosekundową karę. Po powrocie na tor kierowca ten był dziewiąty. Po zjeździe samochodu bezpieczeństwa Gutiérrez wyprzedził Marcusa Ericssona (32. okrążenie), Jolyona Palmera (33. okrążenie) i Kevina Magnussena (40. okrążenie). Na 41. okrążeniu Meksykanin zjechał na drugi pit-stop, celem założenia opon miękkich, i powrócił do rywalizacji na ostatnim miejscu. Okrążenie później Grosjean wyprzedził Felipe Nasra. Po pit-stopach konkurentów na okrążeniach 50–51 Grosjean awansował na siódme miejsce, a Gutiérrez – na czternaste. Na 57. okrążeniu Gutiérrez znalazł się przed Massą, a po odpadnięciu pod koniec wyścigu Fernando Alonso i Sergio Péreza, ukończył zawody jako jedenasty. Grosjean finiszował natomiast na siódmym miejscu.

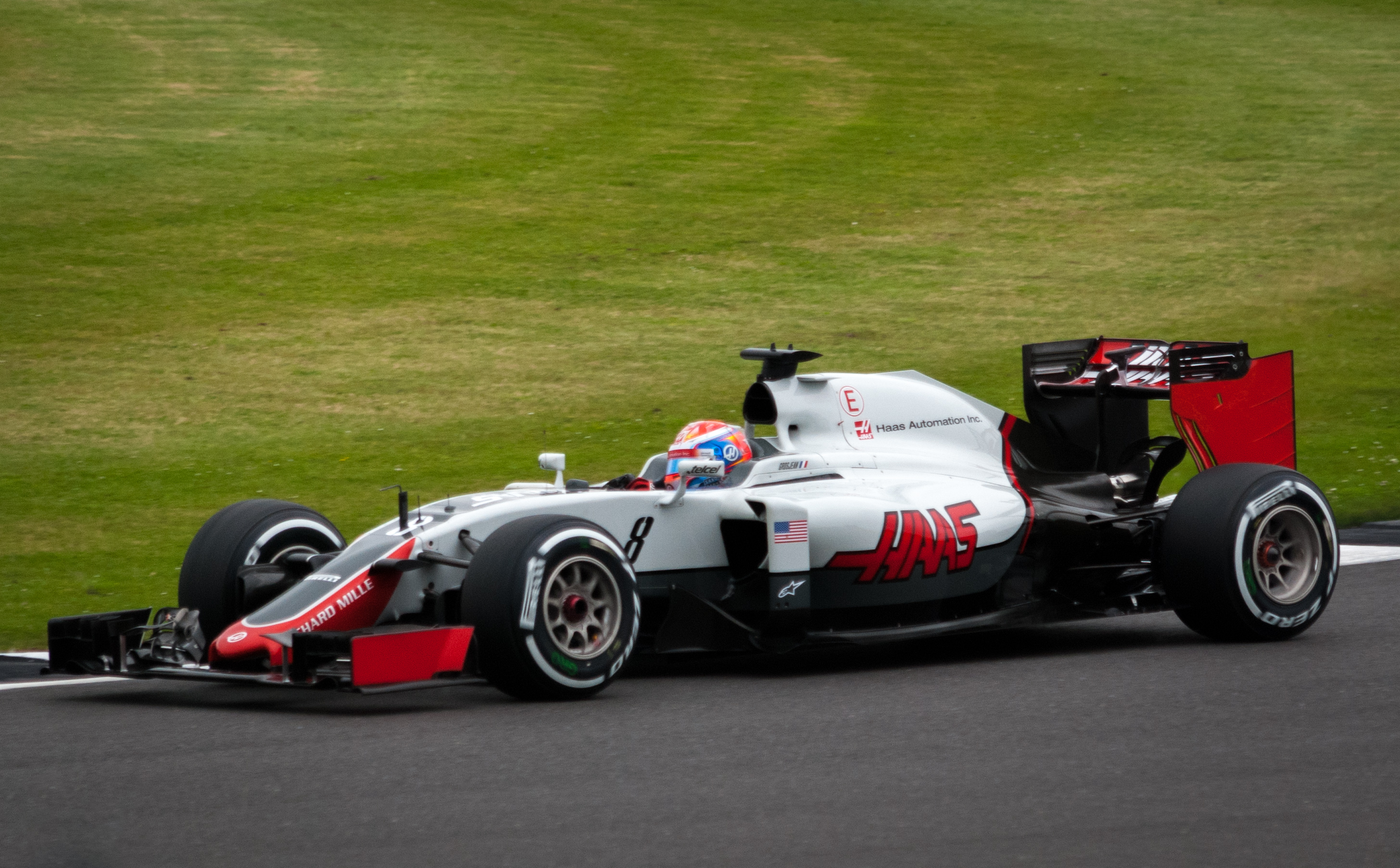
Romain Grosjean podczas Grand Prix Wielkiej Brytanii

Na Grand Prix Wielkiej Brytanii w używanych przez Haasa silnikach Ferrari zastosowano nowe turbosprężarki, ponadto zespół wprowadził nowe, pomniejsze elementy, jak zmodyfikowane kanały chłodzące. W pierwszej części kwalifikacji Grosjean uzyskał czas 1:32,283, natomiast Gutiérrez – 1:32,237, co wystarczyło na awans tych kierowców do Q2. Tam Francuz był trzynasty z rezultatem 1:32,050, natomiast Meksykanin znalazł się tuż za Grosjeanem, uzyskując wynik 1:32,241. Po kwalifikacjach obaj kierowcy tłumaczyli swoje rezultaty silnymi podmuchami wiatru. Wyścig rozpoczął się w deszczowych warunkach, za samochodem bezpieczeństwa. W miarę upływu czasu tor zaczął przesychać, stąd też na piątym okrążeniu kierowcy Haasa zmienili opony z deszczowych na przejściowe. Na dziesiątym okrążeniu, kiedy Grosjean był szesnasty, a Gutiérrez – dziewiętnasty, w garażu Haasa doszło do awarii elektryczności, przez co inżynierowie nie mieli danych telemetrycznych oraz GPS, a także nie mogli się komunikować z kierowcami przez radio. Problem został jednak rozwiązany. Na 16. okrążeniu Grosjean wskutek stale przesychającego toru zmienił opony na miękkie, a okrążenie później tak samo postąpił Gutiérrez. Ponadto na 17. okrążeniu Francuz wycofał się z dalszej rywalizacji wskutek awarii skrzyni biegów. Pozostający w stawce Meksykanin do 38. okrążenia jechał na siedemnastym miejscu, wyprzedzając tylko Jolyona Palmera. Następnie znalazł się przed Kevinem Magnussenem i ukończył zawody na szesnastej pozycji.
Po Grand Prix Wielkiej Brytanii na torze Silverstone odbyły się dwudniowe testy, podczas których Haasem VF-16 jeździł Santino Ferrucci. Pierwszego dnia Ferrucci przejechał 55 okrążeń. Jego najlepszy czas wynosił 1:34,866, czyli o 3,576 sekundy gorzej od najszybszego wówczas Fernando Alonso. W drugim dniu Amerykanin pokonał 107 okrążeń i poprawił najlepszy rezultat, uzyskując 1:33,141. Był to czas o 2,476 sekundy gorszy od pierwszego Kimiego Räikkönena.
Rozpoczęcie kwalifikacji do Grand Prix Węgier zostało opóźnione ze względu na ulewny deszcz. W Q1 z powodu wypadków kierowców sesja była przerywana trzykrotnie, jednak nie przeszkodziło to obu kierowcom Haasa w awansie do drugiej części. Po raz kolejny jednak żaden kierowca zespołu nie uczestniczył w ostatniej części kwalifikacji – Grosjean z czasem 1:24,941 uzyskał jedenasty czas, natomiast Gutiérrez był piętnasty z rezultatem 1:26,189. Na starcie Grosjean utrzymał pozycję, natomiast Gutiérrez awansował na dwunaste miejsce. Meksykanin został jednak na piątym okrążeniu wyprzedzony przez Räikkönena, który następnie jechał tuż za Grosjeanem. Na 14. okrążeniu Francuz zjechał na wymianę opon z supermiękkich na miękkie i wrócił do rywalizacji na 18. miejscu, aby okrążenie później wyprzedzić Haryanto. Również na 15. okrążeniu do boksów zjechał Gutiérrez, jednak w jego wypadku opony miękkie zostały założone w miejsce innego kompletu miękkiego ogumienia. Kierowca ten na tor powrócił na 16. miejscu, a więc przed Grosjeanem. Po pit-stopach Magnussena, Kwiata i Massy (24.–25. okrążenie) Meksykanin i Francuz jechali odpowiednio na trzynastym i czternastym miejscu. Na drugi postój Grosjean zjechał na 36. okrążeniu, natomiast Gutiérrez uczynił to okrążenie później. Kierowcy ci wrócili na tor odpowiednio na szesnastym i piętnastym miejscu. Po pit-stopach konkurentów kierowcy awansowali w stawce, i na 48. okrążeniu kierowca z Meksyku był jedenasty, a zawodnik francuski – czternasty. Na 63. okrążeniu Pérez wyprzedził Gutiérreza, który ukończył wyścig jako dwunasty przy czternastej pozycji Grosjeana. Na Meksykanina za ignorowanie niebieskich flag została jednak nałożona kara doliczenia pięciu sekund do końcowego rezultatu, przez co spadł on w klasyfikacji wyścigu za Jolyona Palmera.
Podczas trzeciego treningu przed Grand Prix Niemiec w samochodzie Romaina Grosjeana uszkodzeniu uległa skrzynia biegów. Za niezgodną z regulaminem wymianę na francuskiego zawodnika została nałożona kara cofnięcia na starcie wyścigu o pięć miejsc. Po awansie obu kierowców Haasa do Q2, w części tej Gutiérrez uzyskał wynik 1:15,883, a Grosjean – 1:16,086; Meksykanin startował zatem z jedenastego miejsca, a Francuz – z dwudziestego. Na starcie Gutiérrezowi zaczęły buksować koła, w wyniku czego spadł on na 18. miejsce. Na drugim okrążeniu Grosjean wyprzedził Gutiérreza, a dwa okrążenia później – Felipe Nasra. Po zjeździe rywali na pierwszy pit-stop, na piętnastym okrążeniu Francuz był siódmy, a Meksykanin – dziesiąty. Grosjean na 17. okrążeniu wymienił opony supermiękkie na miękkie, a na tor wrócił na szesnastej pozycji. Gutiérrez na 21. okrążeniu został wyprzedzony przez Fernando Alonso. Cztery okrążenia później natomiast zjechał do boksów celem wymiany opon miękkich na supermiękkie, powracając do rywalizacji na szesnastym miejscu. W tym okresie Grosjean podążał za Kevinem Magnussenem, ale w samochodzie kierowcy przegraniu uległy hamulce. Z tego powodu na 32. okrążeniu wyprzedził go Sergio Pérez, a na 35. – Esteban Gutiérrez. Meksykanin był wówczas dwunasty, a Francuz – trzynasty. Podczas drugiego pit-stopu w samochodach obu kierowców Haasa założono opony supermiękkie, przy czym postój Grosjeana nastąpił na 43. okrążeniu, a Gutiérreza – na 47. Kierowcy ci wrócili do rywalizacji odpowiednio na szesnastym i czternastym miejscu. Po postojach kierowców Toro Rosso oraz wyprzedzeniu Kevina Magnussena Meksykanin był dwunasty, natomiast Francuz podążał tuż za nim. Na 66. okrążeniu Gutiérrez wyprzedził jeszcze Alonso i ukończył wyścig na jedenastym miejscu, Grosjean natomiast finiszował jako trzynasty.
W trakcie trzeciej sesji treningowej przed Grand Prix Belgii Esteban Gutiérrez w sposób nieregulaminowy przyblokował Pascala Wehrleina, za co nałożono na niego karę przesunięcia o pięć miejsc na starcie. Podczas kwalifikacji obaj kierowcy amerykańskiego zespołu awansowali do Q2, gdzie Grosjean uzyskał rezultat 1:48,316, a Gutiérrez – 1:48,598. Dzięki temu Francuz startował z jedenastego miejsca, a Meksykanin, po uwzględnieniu kary, z osiemnastego. Na starcie wyścigu miała miejsce kolizja między Verstappenem, Vettelem i Räikkönenem, ponadto z rywalizacji odpadli Wehrlein, Sainz i Button. Dzięki tym wydarzeniom na trzecim okrążeniu Grosjean był szósty, a Gutiérrez – dziewiąty. Na szóstym okrążeniu wypadek miał Kevin Magnussen i na tor wyjechał samochód bezpieczeństwa. Korzystając z tego, Grosjean natychmiast wymienił opony na miękkie, a jego zespołowy kolega uczynił to okrążenie później; w efekcie tego na ósmym okrążeniu kierowcy ci zajmowali odpowiednio dziesiąte i trzynaste miejsce. Po dziesięciu okrążeniach wyścig został jednak przerwany i obaj zawodnicy Haasa ponownie wymienili opony na miękkie. Po wznowieniu wyścigu Grosjean wyprzedził Jolyona Palmera na dwunastym okrążeniu, a Gutiérrez uczynił to samo trzy okrążenia później. Od szesnastego okrążenia francuski kierowca zaczął jednak regularnie tracić pozycje i na 20. okrążeniu był trzynasty, podczas gdy jego partner z zespołu w tym okresie jechał w czołowej dziesiątce. Meksykanin zjechał na ostatni pit-stop na 22. okrążeniu, wymieniając opony na pośrednie. Taki sam manewr zastosował Grosjean okrążenie później. Po wyprzedzeniu Kwiata oraz pit-stopie Räikkönena meksykański zawodnik był jedenasty. Grosjean z kolei jechał jako piętnasty, po czym wyprzedził Palmera (31. okrążenie) oraz Kwiata (35. okrążenie). Na 36. okrążeniu Verstappen wyprzedził Gutiérreza. Meksykanin ukończył więc Grand Prix Belgii na dwunastym miejscu, a jego partner finiszował tuż za nim.
W trakcie trzeciej sesji treningowej przed Grand Prix Włoch Romain Grosjean wjechał w żwir, co wymusiło następnie wymianę skrzyni biegów. Za tę czynność Francuz otrzymał karę cofnięcia o pięć miejsc na starcie wyścigu. Po awansie obu kierowców Haasa do Q2, w części tej Grosjean uzyskał rezultat 1:23,092, natomiast Gutiérrez ustanowił czas 1:22,856. Francuzowi dało to dwunaste miejsce, a Meksykaninowi – siódme, co oznaczało, że pierwszy raz w historii kierowca Haasa pojedzie w Q3. Tę część meksykański zawodnik ukończył na dziesiątym miejscu, z czasem 1:23,184. Na starcie wyścigu Gutiérrez miał problemy z ruszeniem, przez co spadł na dwudzieste miejsce. Grosjean na pierwszym okrążeniu natomiast z siedemnastego miejsca awansował na trzynaste, a na drugim okrążeniu zdołał jeszcze wyprzedzić Pascala Wehrleina. W tym okresie Gutiérrez, po pit-stopach Palmera i Nasra, był osiemnasty. Na 16. okrążeniu kierowca ten wymienił opony na miękkie, powracając na tor na dziewiętnastej pozycji. Grosjean podążał wówczas jako piąty, ale w dalszej części rywalizacji spadł na jedenaste miejsce. Jego zespołowy kolega natomiast na 22. okrążeniu wyprzedził Estebana Ocona (Manor), a później zyskał jeszcze dwie pozycje. Grosjean zjechał na swój jedyny pit-stop na 28. okrążeniu, zakładając opony supermiękkie. Na tor wrócił na czternastym miejscu, tuż za Gutiérrezem. Ten z kolei zjechał do boksów po raz drugi na 34. okrążeniu, również stosując mieszankę supermiękką i wracając do rywalizacji na 16. miejscu. Okrążenie po pit-stopie Meksykanin wyprzedził jednak Marcusa Ericssona. Po pit-stopie Buttona (38. okrążenie) Grosjean awansował na jedenaste miejsce, a Gutiérrez w ten sam sposób uzyskał czternastą lokatę po postoju Sainza (39. okrążenie). Na 50. okrążeniu meksykański kierowca wyprzedził Fernando Alonso i finiszował trzynasty, podczas gdy jego partner z zespołu ukończył wyścig na jedenastym miejscu.
Na Grand Prix Singapuru Haas przygotował pakiet ulepszeń do modelu VF-16, mających na celu głównie poprawienie właściwości aerodynamicznych samochodu i jego zachowanie w zakrętach. Były to jednocześnie ostatnie ulepszenia modelu w sezonie.
W trakcie kwalifikacji do Grand Prix Singapuru Gutiérrez i Grosjean awansowali do Q2. Najlepszym czasem w tej części dla Meksykanina było 1:45,593, a dla Francuza – 1:45,723. Dzięki temu meksykański zawodnik był czternasty, a jego zespołowy kolega ukończył kwalifikacje tuż za nim. Ponadto w trakcie kwalifikacji Grosjean uderzył w bandę, przez co musiał przedwcześnie zakończyć zmagania. Co więcej, w jego samochodzie po sesji kwalifikacyjnej wymieniono skrzynię biegów, za co otrzymał on karę przesunięcia o pięć miejsc na starcie. Z powodu uszkodzenia układu hamulcowego Grosjean nie wystartował w wyścigu. Na starcie doszło do kolizji Hülkenberga z Sainzem, w wyniku której na tor wyjechał samochód bezpieczeństwa. Po zjeździe samochodu bezpieczeństwa Gutiérrez podążał na dwunastej pozycji, a po zjeździe na pit-stop Sainza i Ericssona awansował na dziesiąte miejsce. Po zjazdach kolejnych przeciwników Meksykanin nadal awansował, i na 17. okrążeniu był piąty. Okrążenie później kierowca Haasa zjechał do boksów, gdzie założono mu opony ultramiękkie. Po wyjeździe Gutiérrez był trzynasty, po czym podjął walkę z Carlosem Sainzem. Obu tych kierowców na 27. okrążeniu wyprzedził Sebastian Vettel. Po zjeździe na pit-stop Verstappena, Sainza i Péreza kierowca Haasa był dziewiąty. Na 33. okrążeniu został wyprzedzony przez Verstappena oraz Péreza. Trzy okrążenia później zjechał na drugi i ostatni pit-stop, podczas którego w jego pojeździe założono miękkie opony. Na tor Meksykanin wrócił na trzynastym miejscu. Na 44. okrążeniu znalazł się on przed Massą, a na 48. – przez Sainzem (obaj zjechali na pit-stop). Pod koniec wyścigu Massa jechał za Gutiérrezem, ale nie zdołał przypuścić udanego ataku, i meksykański zawodnik ukończył Grand Prix Singapuru jako jedenasty.

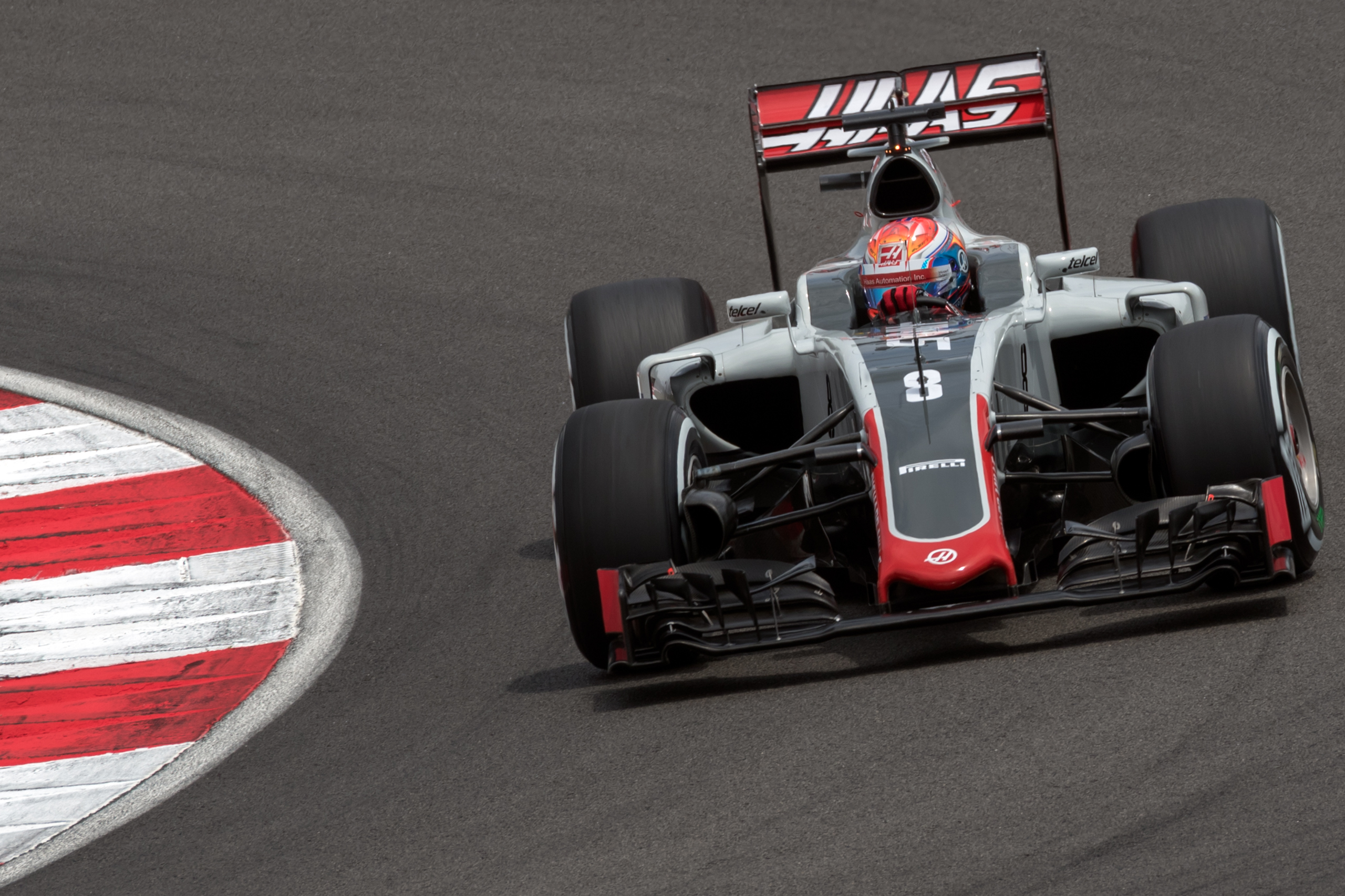
Romain Grosjean podczas Grand Prix Malezji

W trakcie Grand Prix Malezji Haas testował w modelu VF-16 zmodyfikowany przedni spojler. W kwalifikacjach zarówno Grosjean, jak i Gutiérrez zdołali awansować do drugiej części, gdzie uzyskali czasy odpowiednio 1:35,001 i 1:35,097. To pozwoliło tym zawodnikom uzyskać odpowiednio dwunaste i trzynaste pole startowe. Na starcie Grosjean awansował na dziewiąte miejsce, zaś jego zespołowy kolega z powodu uszkodzenia samochodu po kontakcie z Kevinem Magnussenem zjechał na pit-stop na pierwszym okrążeniu, wracając na tor na ostatnim (21.) miejscu. Ponadto podczas kolizji z Magnussenem w samochodzie Meksykanina uszkodzeniu uległa podłoga. Na trzecim okrążeniu Gutiérrez wyprzedził Magnussena, natomiast na szóstym okrążeniu Grosjean został wyprzedzony przez Fernando Alonso. Na ósmym okrążeniu z powodu uszkodzenia hamulców Francuz odpadł z wyścigu. W tym czasie Gutiérrez zyskał kolejną pozycję, kiedy to do boksów zjechał Felipe Massa. Brazylijczyk wyprzedził jednak Meksykania na osiemnastym okrążeniu. Na 31. okrążeniu na pit-stop zjechał Esteban Ocon, dzięki czemu Gutiérrez awansował na osiemnaste miejsce. Kierowca Haasa utrzymał się przed Oconem po swoim pit-stopie na 32. okrążeniu, kiedy to opony miękkie w jego samochodzie wymieniono na twarde. Na 40. okrążeniu w pojeździe tego zawodnika odpadło lewe przednie koło i wycofał się on z wyścigu. Po Grand Prix za nieodpowiednie dokręcenie koła na zespół Haas F1 Team FIA nałożyła karę 5000 euro – w trakcie pit-stopu mechanicy zespołu uszkodzili piastę koła poprzez niewłaściwe założenie nakrętki.

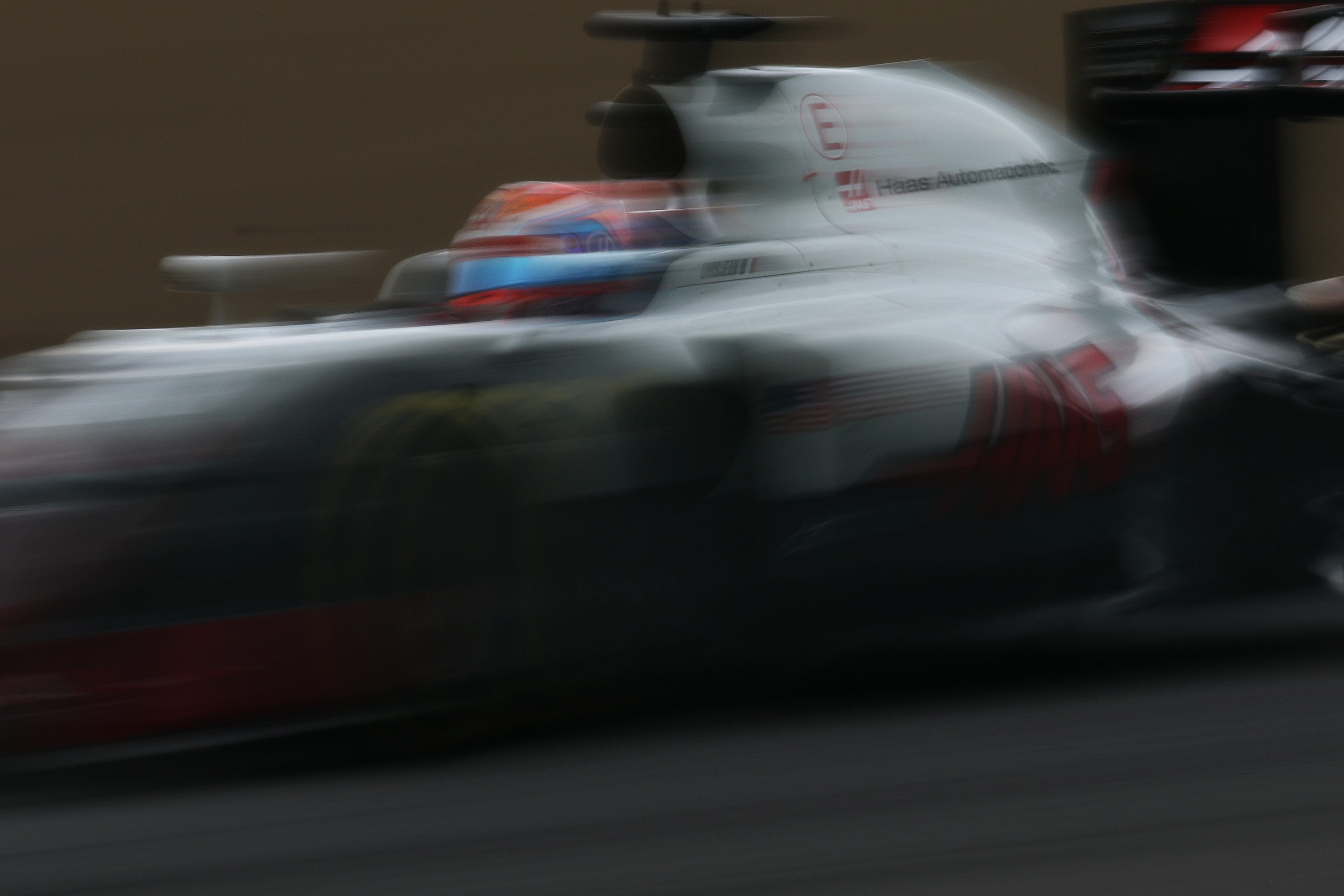
Romain Grosjean podczas Grand Prix Japonii

W kwalifikacjach do Grand Prix Japonii obaj kierowcy Haasa awansowali do Q2. W części tej Gutiérrez uzyskał czas 1:32,155, a jego zespołowy kolega był o 0,021 sekundy gorszy, co umożliwiło im zajęcie odpowiednio siódmego i ósmego miejsca. Wskutek tego pierwszy raz w historii oba samochody Haas uczestniczyły w Q3. Część tę Meksykanin zakończył z wynikiem 1:32,547 (dziesiąte miejsce), a Grosjean – 1:31,961 (ósma pozycja). Ponadto po karze, jaką otrzymał Kimi Räikkönen, Grosjean miał zapewniony start z siódmego miejsca. Na starcie wyścigu Francuz spadł na dziewiąte miejsce, a jego zespołowy kolega utrzymał swoją pozycję. Ta kolejność utrzymywała się do 10. okrążenia, kiedy to Grosjean zjechał na zmianę opon na twarde. Podobny manewr Gutiérrez zastosował okrążenie później. Francuz wrócił na tor na 18. miejscu, a Meksykanin – na 21. Po pit-stopach rywali kierowcy Haasa zyskiwali miejsca i na 19. okrążeniu Grosjean był dwunasty, a Gutiérrez – dwudziesty. Wówczas to Meksykanin podjął próbę ataku Carlosa Sainza, jednak Hiszpan przyblokował kierowcę Haasa, którego samochód w efekcie tego zdarzenia obróciło. Gutiérrez zdołał jednak kontynuować jazdę. Grosjean natomiast na 22. okrążeniu wyprzedził Jolyona Palmera. Meksykanin zjechał na drugi pit-stop na 28. okrążeniu, a Francuz uczynił to dwa okrążenia później; obaj kierowcy założyli twardą mieszankę. Zawodnicy ci wrócili do rywalizacji odpowiednio na 21. i 11. pozycji. Na 32. okrążeniu, po pit-stopie Estebana Ocona, Gutiérrez awansował na dwudziestą pozycję. Finalnie Romain Grosjean ukończył Grand Prix Japonii na jedenastym miejscu, a Esteban Gutiérrez – na dwudziestym.
W pierwszej części kwalifikacji do Grand Prix Stanów Zjednoczonych Romain Grosjean ustalił najlepszy czas na poziomie 1:38,308, co dało mu siedemnaste miejsce i uniemożliwiło dalszy awans. Esteban Gutiérrez wziął natomiast udział w drugiej części, którą zakończył z rezultatem 1:37,773, dającym czternaste pole startowe. Na starcie wyścigu Meksykanin awansował na dziesiąte miejsce, a Grosjean – na piętnaste Grosjean w przeciągu dwóch okrążeń wyprzedził ponadto Palmera i Ericsona. Gutiérrez natomiast na trzecim okrążeniu uległ Buttonowi. Na piątym okrążeniu Grosjean wyprzedził Kwiata, a dwa okrążenia później znalazł się przed zespołowym kolegą. Na dziesiątym okrążeniu Francuz zjechał na pierwszy pit-stop, gdzie zmieniono w jego samochodzie opony na supermiękkie, a do rywalizacji wrócił na 18. miejscu. Gutiérrez zjechał do boksów trzy okrążenia po Grosjeanie, również wymieniając opony na supermiękką mieszankę. Na tor Meksykanin wrócił na siedemnastej pozycji. Na 17. okrążeniu zawodnik ten wycofał się z rywalizacji z powodu awarii układu hamulcowego. Grosjean po pit-stopach konkurentów awansował na dwunaste miejsce (za Pérezem). Na 27. okrążeniu Francuz zjechał na drugi postój, podczas którego w jego pojeździe założono opony miękkie. Kierowca Haasa powrócił na tor bez straty pozycji, a po odpadnięciu Verstappena (29. okrążenie) jechał jako jedenasty. Na 39. okrążeniu z rywalizacji wycofał się również Räikkönen, dzięki czemu Francuz awansował do pierwszej dziesiątki. Ostatecznie Grosjean finiszował w Grand Prix jako dziesiąty.
W Q1 do Grand Prix Meksyku najlepszy czas Grosjeana wyniósł 1:21,916, przez co zajął on 21. miejsce i nie awansował do drugiej części kwalifikacji. Podobnie rzecz miała się z jego zespołowym partnerem. Gutiérrez uzyskał rezultat 1:21,401, a podczas próby poprawy czasu obrócił samochód i zajął w kwalifikacjach 17. miejsce. Haas zdecydował się na wymianę podłogi w samochodzie Grosjeana przed wyścigiem, przez co startował on z alei serwisowej. Na pierwszym okrążeniu wyścigu Gutiérrez uderzył w samochód Pascala Wehrleina, po którym to incydencie Niemiec uderzył jeszcze w samochód Marcusa Ericssona i odpadł z wyścigu. Meksykański zawodnik Haasa kontynuował jazdę i po pierwszym okrążeniu był piętnasty, podczas gdy Grosjean jechał jako dwudziesty Na drugim okrążeniu obaj kierowcy awansowali o jedno miejsce, kiedy to Grosjean znalazł się przed Palmerem, a Gutiérrez – przed Ricciardo. Australijczyk wyprzedził jednak Meksykanina na siódmym okrążeniu. Na jedenastym okrążeniu Grosjean zjechał na pit-stop, aby wymienić opony na miękkie, a okrążenie później tak samo postąpił Gutiérrez. Kierowcy ci wrócili na tor na dwóch ostatnich pozycjach. Po zjeździe Daniiła Kwiata Meksykanin awansował na dziewiętnaste miejsce. Kiedy do boksów zjechał Esteban Ocon, obaj zawodnicy Haasa poprawili lokatę. Na 22. okrążeniu Kwiat wyprzedził Gutiérreza. Meksykanin zmienił opony na supermiękkie na 48. okrążeniu, a po powrocie na tor był ostatni. Okrążenie później wyprzedził jednak Ocona. Grosjean zdecydował się na zjazd na 50 okrążeniu (również zakładając mieszankę supermiękką) i wrócił do rywalizacji na ostatnim miejscu. Na 53 okrążeniu Francuz wyprzedził startującego w Manorze rodaka. Do końca wyścigu kierowcy Haasa nie poprawili już swoich miejsc i Gutiérrez ukończył Grand Prix Meksyku na dziewiętnastej pozycji, a Grosjean – na dwudziestej.
Podczas treningów przed Grand Prix Brazylii Haas zdecydował się przetestować w jednym z samochodów system hamulcowy firmy Carbon Industrie w miejsce dotychczas stosowanego Brembo. W trakcie kwalifikacji do tegoż Grand Prix obaj kierowcy amerykańskiego zespołu uzyskali rezultaty pozwalające im uczestniczyć w drugiej części sesji. Tam Gutiérrez uzyskał wynik 1:12,431, a Grosjean – 1:12,343, przez co w Q2 zajęli odpowiednio dwunaste i dziewiąte miejsce. Oznaczało to awans Grosjeana do Q3, gdzie z czasem 1:11,937 był siódmy. W trakcie okrążenia rozgrzewkowego Grosjean miał wypadek, w efekcie którego rozbił samochód i nie wystartował w wyścigu. Wyścig odbył się w deszczowych warunkach. Z tego powodu przez pierwsze siedem okrążeń kierowcy jechali za samochodem bezpieczeństwa. Na ósmym okrążeniu Gutiérrez spadł na dziewiętnaste miejsce. Jednakże po zjeździe konkurentów na pit-stopy na jedenastym okrążeniu wrócił na jedenastą pozycję. Okrążenie później Meksykanin sam zjechał do boksów, aby zmienić opony deszczowe na przejściowe. Kierowca Haasa wrócił na tor na dziewiętnastym miejscu. Na trzynastym okrążeniu wypadkowi uległ Marcus Ericsson, w efekcie czego drugi raz na torze pojawił się samochód bezpieczeństwa. Na dwudziestym okrążeniu, po wypadku Kimiego Räikkönena, wyścig został przerwany. W trakcie przerwy zawodnik Haasa zmienił opony na pełne deszczowe. Wyścig został wznowiony za samochodem bezpieczeństwa, ale z powodu złych warunków pogodowych został ponownie przerwany na 29. okrążeniu; wtedy też Meksykanin, będący wówczas siedemnasty, po raz kolejny zmienił opony na deszczowe. Po wznowieniu zawodów przebyte zostały kolejne dwa okrążenia za samochodem bezpieczeństwa. W międzyczasie, na 31. okrążeniu, na pit-stop zjechał Felipe Massa, przez co Gutiérrez awansował na szesnaste miejsce. Po zjeździe Buttona (34. okrążenie) i Bottasa (38. okrążenie) Meksykanin jechał na czternastym miejscu, Na 39. okrążeniu kierowca ten wyprzedził Pascala Wehrleina, a okrążenie później jechał jako dwunasty, ponieważ na pit-stop zjechał Kevin Magnussen. Na 44. okrążeniu Meksykanin został wyprzedzony przez Kwiata, a okrążenie później przez Massę i Bottasa. Dwa okrążenia później zawodnik zjechał na czwarty pit-stop, aby założyć w swoim pojeździe opony deszczowe. Po powrocie na tor Gutiérrez był szesnasty. Po kraksie Massy na okrążeniach 49–55 na torze ponownie znajdował się samochód bezpieczeństwa. Po jego zjeździe Gutiérrez znalazł się przed Alonso i Magnussenem. Na 62 okrążeniu Meksykanin odpadł z wyścigu z powodu awarii systemów MGU-K i MGU-H wycofał się z wyścigu.
W kwalifikacjach do ostatniego wyścigu sezonu – Grand Prix Abu Zabi – Grosjean oraz Gutiérrez awansowali do Q2. W części tej uzyskali oni rezultaty odpowiednio 1:41,564 i 1:41,480, czyli czternaste i trzynaste miejsce. Na starcie wyścigu Grosjean spadł na piętnastą, a Gutiérrez – na szesnastą pozycję. Na drugim okrążeniu Max Verstappen wyprzedził Gutiérreza, a okrążenie później Grosjean spadł za Verstappena i Gutiérreza. Na szóstym okrążeniu obaj kierowcy Haasa znaleźli się przed Nasrem. Na ósmym okrążeniu Gutiérrez zjechał na pit-stop, aby wymienić opony supermiękkie na miękkie. Meksykanin powrócił na tor na szesnastym miejscu, natomiast jego zespołowy partner był wówczas dziesiąty. Na 14. okrążeniu Grosjean został wyprzedzony przez Felipe Massę, a trzy okrążenia później – przez Fernando Alonso. Na 19. okrążeniu natomiast Gutiérrez wyprzedził Palmera. Na 20. okrążeniu Grosjean po raz pierwszy zjechał do boksów celem założenia miękkich opon. Francuz powrócił do rywalizacji trzy pozycje za zespołowym kolegą, na szesnastym miejscu. Na 22. okrążeniu Gutiérrez wyprzedził Ericssona, a okrążenie później Grosjean znalazł się przed Sainzem. Na 26. okrążeniu Francuz wyprzedził jeszcze Ericssona. Dwa okrążenia później na drugi pit-stop zjechał Gutiérrez (założył opony miękkie), natomiast Grosjean swój drugi pit-stop odbył na 30. okrążeniu (opony supermiękkie). Grosjean po wizycie w boksach utrzymał jedenaste miejsce, zaś Gutiérrez tuż po powrocie na tor był czternasty. Na 32. okrążeniu wyprzedził on Nasra, a na 34. – Ericssona. Obaj kierowcy Haasa nie zmienili już do mety swoich miejsc i Grosjean zakońćzył Grand Prix Abu Zabi na jedenastym miejscu, a Gutiérrez – na dwunastym.
W klasyfikacji generalnej konstruktorów Haas zajął ósme miejsce, zdobywając 29 punktów. Wszystkie te punkty były udziałem Romaina Grosjeana, który w klasyfikacji kierowców zajął trzynaste miejsce. Esteban Gutiérrez nie zdobył punktów i został sklasyfikowany na dwudziestej pierwszej pozycji. Ósma pozycja Haasa w klasyfikacji była najwyższą lokatą całkowicie debiutanckiego zespołu Formuły 1 od sezonu 1993, kiedy to Sauber był siódmy. Podsumowując sezon, Grosjean wyraził zadowolenie z jego przebiegu i stwierdził, iż postawa jego zespołu była „olbrzymią niespodzianką”, także dla jego ekipy.

## Opinie
W zestawieniu Autosportu po Grand Prix Hiszpanii na najlepszy na tamten moment samochód sezonu Haas został sklasyfikowany na dziewiątym miejscu. Wnioskując na podstawie danych uzyskanych z konkretnych zakrętów toru Circuit de Barcelona-Catalunya, jak również systemu GPS, Ben Anderson napisał, że VF-16 nie jest stabilnym samochodem przy wysokich prędkościach, szczególnie przy nagłym zjeździe w prawo lub lewo. Z drugiej strony Anderson zaznaczył przyzwoitą trakcję, jak również dobre zachowanie się samochodu na prostych. Dziennikarz określił Haasa VF-16 jako „mniej zdolnego” Williamsa FW38 z silnikiem Ferrari.

## Kontrowersje
Model szerokiej współpracy Haasa z Ferrari, umożliwiający wykorzystanie zasobów włoskiego zespołu w budowie modelu VF-16, wywołał kontrowersje w środowisku Formuły 1. Pat Symonds skrytykował powiązania Haasa z Ferrari. Brytyjczyk argumentował, iż poprzez zmniejszenie listy części koniecznych do zbudowania samodzielnie w Formule 1 zaciera się status konstruktora. Bob Fernley zauważył kontrowersyjność takiej sytuacji, podkreślając, że współpraca Haasa i Ferrari dała korzyści obu stronom oraz twierdząc, iż Haas VF-16 jest samochodem „podstawionym, gotowym do jazdy”. Alain Prost wyraził opinię, że Haas, wykorzystując przepisy dopuszczające szeroką współpracę z innym konstruktorem, ograniczył możliwość poprawy swoich osiągów. Czterokrotny mistrz świata zauważył jednakże, że zespół, korzystając nawet z gotowych części, musiał sprawić, by należycie one pracowały. Z drugiej strony Toto Wolff określił typ funkcjonowania Haas F1 Team jako „przemyślany”. Christian Horner dodał natomiast, że dzięki takiej strategii Haas mógł być konkurencyjny, dysponując relatywnie niskim budżetem.
Romain Grosjean powiedział, że osoby, które krytykują powiązania Haasa z Ferrari, są „zazdrosne”, natomiast Gene Haas podkreślił, że mimo kooperacji z Ferrari jego zespół musiał zmierzyć się z różnymi przeciwnościami, ale zdołał zyskać konkurencyjność.

## Wyniki
| Legenda oznaczeń w tabelach wyników Wyświetl szablon na nowej stronie | Legenda oznaczeń w tabelach wyników Wyświetl szablon na nowej stronie                                                                     |
| Oznaczenie                                                            | Wyjaśnienie |
| --------------------------------------------------------------------- | --- |
| Złoty                                                                 | Zwycięzca lub mistrzostwo |
| Srebrny                                                               | 2. miejsce lub wicemistrzostwo |
| Brązowy                                                               | 3. miejsce lub II wicemistrzostwo |
| Zielony                                                               | Ukończył, punktował (w klasyfikacji generalnej, gdy zdobył co najmniej jeden punkt na przestrzeni sezonu, poza trzema powyższymi opcjami) |
| Niebieski                                                             | Ukończył, nie punktował (w klasyfikacji generalnej, gdy nie zdobył co najmniej jednego punktu na przestrzeni sezonu)                      |
| Czerwony                                                              | Nie zakwalifikował się (NZ) |
| Czerwony                                                              | Nie prekwalifikował się (NPK) |
| Różowy                                                                | Nie ukończył (NU) |
| Różowy                                                                | Niesklasyfikowany (NS) (w klasyfikacji generalnej, gdy nie został sklasyfikowany w żadnym wyścigu sezonu)                                 |
| Czarny                                                                | Zdyskwalifikowany (DK) |
| Czarny                                                                | Wykluczony (WYK/EX) |
| Biały                                                                 | Nie wystartował (NW) |
| Biały                                                                 | Kontuzjowany (K/INJ) |
| Biały                                                                 | Wyścig odwołany (OD/C) |
| Bez koloru                                                            | Został wycofany (WYC/WD) |
| Bez koloru                                                            | Nie przybył (NP/DNA) |
| Bez koloru                                                            | Nie brał udziału w treningach (NT/DNP) |
| Bez koloru                                                            | Nie został zgłoszony (–) |
| Pogrubienie                                                           | Start z pole position |
| Kursywa                                                               | Najszybsze okrążenie wyścigu |
| †                                                                     | Nie ukończył, ale jego rezultat został zaliczony ze względu na przejechanie więcej niż 90% dystansu wyścigu.                              |
| *                                                                     | Sezon w trakcie |
| 1/2/3                                                                 | Punktowana pozycja w sprincie |
| Lista systemów punktacji Formuły 1                                    | |

| Sezon  | Zespół          | Silnik          | Kierowcy          | Wyniki w poszczególnych eliminacjach | Wyniki w poszczególnych eliminacjach | Wyniki w poszczególnych eliminacjach | Wyniki w poszczególnych eliminacjach | Wyniki w poszczególnych eliminacjach | Wyniki w poszczególnych eliminacjach | Wyniki w poszczególnych eliminacjach | Wyniki w poszczególnych eliminacjach | Wyniki w poszczególnych eliminacjach | Wyniki w poszczególnych eliminacjach | Wyniki w poszczególnych eliminacjach | Wyniki w poszczególnych eliminacjach | Wyniki w poszczególnych eliminacjach | Wyniki w poszczególnych eliminacjach | Wyniki w poszczególnych eliminacjach | Wyniki w poszczególnych eliminacjach | Wyniki w poszczególnych eliminacjach | Wyniki w poszczególnych eliminacjach | Wyniki w poszczególnych eliminacjach | Wyniki w poszczególnych eliminacjach | Wyniki w poszczególnych eliminacjach | Wyniki kierowców | Wyniki kierowców | Wyniki konstruktora | Wyniki konstruktora |
| 2016   |                 |                 |                   | Australia                            | Bahrajn                              |                                      | Rosja                                | Hiszpania                            | Monako                               | Kanada                               | Unia Europejska                      | Austria                              | Wielka Brytania                      | Węgry                                | Niemcy                               | Belgia                               | Włochy                               | Singapur                             | Malezja                              | Japonia                              | Stany Zjednoczone                    | Meksyk                               | Brazylia                             |                                      | Pkt.             | Msc.             | Pkt.                | Msc.                |
| ------ | --------------- | --------------- | ----------------- | ------------------------------------ | ------------------------------------ | ------------------------------------ | ------------------------------------ | ------------------------------------ | ------------------------------------ | ------------------------------------ | ------------------------------------ | ------------------------------------ | ------------------------------------ | ------------------------------------ | ------------------------------------ | ------------------------------------ | ------------------------------------ | ------------------------------------ | ------------------------------------ | ------------------------------------ | ------------------------------------ | ------------------------------------ | ------------------------------------ | ------------------------------------ | ---------------- | ---------------- | ------------------- | ------------------- |
| 2016   | Haas F1 Team    | Ferrari         | Romain Grosjean   | 6                                    | 5                                    | 19                                   | 8                                    | NU                                   | 13                                   | 14                                   | 13                                   | 7                                    | NU                                   | 14                                   | 13                                   | 13                                   | 11                                   | NW                                   | NU                                   | 11                                   | 10                                   | 20                                   | NW                                   | 11                                   | 29               | 13               | 29                  | 8                   |
| 2016   | Haas F1 Team    | Ferrari         | Esteban Gutiérrez | NU                                   | NU                                   | 14                                   | 17                                   | 11                                   | 11                                   | 13                                   | 16                                   | 11                                   | 16                                   | 13                                   | 11                                   | 12                                   | 13                                   | 11                                   | NU                                   | 20                                   | NU                                   | 19                                   | NU                                   | 12                                   | 0                | 21               | 29                  | 8                   |
| Źródło | [ 274 ] [ 275 ] | [ 274 ] [ 275 ] | [ 274 ] [ 275 ]   | [ 274 ] [ 275 ]                      | [ 274 ] [ 275 ]                      | [ 274 ] [ 275 ]                      | [ 274 ] [ 275 ]                      | [ 274 ] [ 275 ]                      | [ 274 ] [ 275 ]                      | [ 274 ] [ 275 ]                      | [ 274 ] [ 275 ]                      | [ 274 ] [ 275 ]                      | [ 274 ] [ 275 ]                      | [ 274 ] [ 275 ]                      | [ 274 ] [ 275 ]                      | [ 274 ] [ 275 ]                      | [ 274 ] [ 275 ]                      | [ 274 ] [ 275 ]                      | [ 274 ] [ 275 ]                      | [ 274 ] [ 275 ]                      | [ 274 ] [ 275 ]                      | [ 274 ] [ 275 ]                      | [ 274 ] [ 275 ]                      | [ 274 ] [ 275 ]                      | [ 276 ] [ 277 ]  | [ 276 ] [ 277 ]  | [ 276 ] [ 277 ]     | [ 276 ] [ 277 ]     |